# フロントミッションシリーズの登場人物
フロントミッションシリーズの登場人物（フロントミッションシリーズのとうじょうじんぶつ）では、スクウェア・エニックスのコンピュータゲーム「フロントミッションシリーズ」の登場人物について解説する。通常のシリーズ作品と異なる世界を舞台とする『FRONT MISSION SERIES GUN HAZARD』の登場人物については同記事を参照。

## O.C.U.

### オシアナ共同連合防衛軍
O.C.U. Defense Forces
ペレス・ガブリエル (Peres Gabriel)
- 登場作品：『2nd』

2102年時のオシアナ共同連合防衛軍国防長官。ダークギースの総責任者。

#### O.C.U.陸防軍
O.C.U. Ground Defense Force
アンドリュー・F・ホードマン (Andrew F.Hordman)
- 登場作品：『2nd』
- 年齢：38歳(2102年時)
- 国籍：O.C.U.オーストラリア
- 身体：181cm・78kg ♂
- 身分：O.C.U.陸防第1軍第32機械化連隊隊長。陸防軍大佐。

第2次ハフマン紛争にも参加するが、後方支援担当のため交戦経験は一度も無し。アロルデシュ・クーデター時、捕虜救出作戦の指揮を取るが、典型的なエリート軍人である彼の指揮力・判断力には疑問の声が多い。最期は大勢の部下諸共空爆の炎で焼き尽くされた。
グレン・デュバル（声：大川透、幼少時代：日野未歩） (Glen Duval)
- 登場作品：『5th』DS版『1ST』
- 年齢：26歳(2064.7.23-)
- 国籍：O.C.U.（ハフマン島フリーダム市出身）
- 身体：186cm・82kg ♂
- 身分：O.C.U.陸防軍(2086.〜2097.)-
- 搭乗WAP：ウォーラス、ゼニス、強盾、グレン専用ゼニス
- WAPコード：Mad lecter

ウォルター、ランディとは幼い頃から共に遊んでいた旧友。彼ら同様に第1次ハフマン紛争に巻き込まれ、左腕に傷跡を持つ。彼のみO.C.U.の施設に送られ、2人とは離れるが、後のハフマン危機での暴徒鎮圧で彼らを助けた際、再会を果たす。また、紛争勃発後のフリーダム侵攻作戦ではウォルターの小隊と交戦し、彼らの手により捕虜となった。
収容中、S型デバイスの被験体として誘拐され、人格を失う。フォートモーナスにてランディを殺してからはウォルターの敵、モーガンの片腕としてその後の約20年以上を戦場で争うこととなった。詳細はグリムニルの項を参照。
DS版『1ST』では着任したロイドの教官としてO.C.U.のチュートリアルに登場。彼はラーカス事件にカレンの代わりに偵察隊に配属される予定だった。その後キャニオンクロウの隊長となったロイドとフリーダムで再会する。その時点では既にS型転換手術を施されていた後だったが、この時点では「物忘れが酷くなった」と本人が語るように人格はかろうじて保たれていた。

##### O.C.U.陸防軍情報部
O.C.U. Ground Defense Force Intelligence Agency
リーザ・スタンリー (Lisa Stanley)
- 登場作品：『2nd』
- 年齢：26歳(2073.12.21-)
- 国籍：O.C.U.オーストラリア
- 身体：170cm・52kg A型 ♀
- 身分：O.C.U.陸防軍第2軍情報部所属。陸防軍大尉。
- WAPコード:Topaz（黄玉）

『2nd』のもう1人の主人公。士官学校卒でエリートコースを歩む眉目秀麗な才媛。アロルデシュ・クーデター時は情報部長パン・チャンジャン将軍の直属の部下として最高機密に携わっていた。任務遂行を重視するドライな印象を受けるが、クーデターとそこに関わる人々の影響から任務に対する考えを改め、自らが考える「正義」との板挟みになる人間らしい内面を持つ。
やや融通が利かないその実直な性格から、作中では、パイクから「姫」と呼ばれている。
スーパースキルは「シューティングスター」。遠距離兵器において、攻撃力を上昇しつつ残弾数分の攻撃を一度に行う。
ミツヅカ サユリ (Sayuri Mitsuzuka【三塚さゆり】)
- 登場作品：『2nd』
- 年齢：21歳(2080.9.30-)
- 国籍：OCU日本
- 身体：159cm・45kg B型 ♀
- 身分：O.C.U.陸防軍第2軍情報部所属。陸防軍少尉。
- WAPコード：BoldCat（勇ましい猫）

一見すると普通の大学生に見える可憐な女性だが、元は歩兵上がりで、過去の作戦中に指揮系統が混乱した際に独自判断で撤退を指示し、部隊の損害を最小限に食い止めた経験を持つ。その功績を認められ三階級特進し、20歳の若さで情報部へ転属、少尉任官を果たす。リーザの友人、そして直属の部下として、アロルデシュ・クーデターに関わることになる。
明るく気さくで、メンバーの中でのムードメーカー的存在。軍人的気質の強いリーザを、彼女の機転で宥める場面が多い。実はチャンジャン将軍直々に「スタンリー大尉が任務に失敗、または放棄した場合は代わりに任務遂行せよ」という密命を下されており、そのことで悩む一幕もあった。
スーパースキルは「スーパーラッキー」。バトルスキル「ラッキー」の強化版で、攻撃を当てれば当てるほど攻撃力が上昇するが、1回でも外すとリセットされる。癖が強く扱いが難しい。
コーディ・ホッファ (Cordy Hoffa)
- 登場作品：『2nd』
- 年齢：26歳
- 国籍：O.C.U.アロルデシュ人民共和国
- 身体：175cm・65kg ♀
- 身分：情報屋
- WAPコード：Durabler（耐久性）

闘技場のファイターを表の顔にして活動するフリーのエージェントであり、正確には情報部の軍人ではない。かつてはO.C.U.とも契約を結んでいた。サユリとは彼女が歩兵部隊にいた時からの付き合いで、アロルデシュ・クーデターの最中に彼女と再開したことで行動を共にすることになる。闘技場チャンプになるだけあって、豪快な性格の持ち主だが、洞察力にも優れており、サユリの本当の目的に気が付き、悩むサユリを支えるなど女性らしい一面も見せる。
ヴァンツァー操縦では特に格闘に秀でており、格闘関連のステータスは「2nd」の登場キャラクター中ナンバーワンである。
スーパースキルは「クルセイダー」。スタンパンチとクリティカルの効果が同時に発生する。

##### “ダークギース”
ドミンゴ・カイアット
- 登場作品：『2nd』
- 年齢：37歳(2102年時)
- 国籍：？
- 身体：183cm・80kg ♂
- 身分：元O.C.U.陸防軍特殊部隊所属。
- 搭乗WAP：ジャウアーG3

O.C.U.軍特殊部隊「ダークギース」隊長。ヴァンツァーや攻撃ヘリなど様々な兵器の扱いに精通している。O.C.U.陸防軍時代にはガボンにおける捕虜救出作戦や、それ以前の第2次ハフマン紛争で数々の戦果を挙げた人物。表向きはO.C.U.を辞め、傭兵業を営んでおり、アロルデシュ・クーデターの際には「捕虜救出作戦のコンサルタント」という名目で国防省からホードマンの元に派遣された。その後はダークギース隊長としての顔を隠したままホードマンをサポートする一方で、本来のフェンリル計画に関する任務を遂行する。
クーデターが鎮圧された後、真実を知るトマスらを葬るため、制海艦モントに堂々と攻撃を仕掛けるも、返り討ちに合う。

##### 第89機動大隊“ダル・スタッグス”
トマス・ノーランド (Thomas Norland)
- 登場作品：『2nd』『BOM』
- 年齢：47歳(2054.10.15-)
- 国籍：O.C.U.オーストラリア
- 身体：175cm・85kg AB型 ♂
- 身分：O.C.U.陸防軍第1軍第3機動大隊。陸防軍中尉。→O.C.U.陸防軍第1軍第89機動大隊「ダル・スタッグス」所属。陸防軍大尉。
- WAPコード：Ace Joker（最高の切り札）

士官学校出で、2086年のハフマン危機における活躍を初めとして武勲も十二分に立てているが、実戦初参加の2080年のエストニア内戦での食料横流しを皮切りに過去何度も軍の物資を不正流用した経歴を持つため、階級は大尉止まり。ただ、その行為は私腹を肥やすだけのものではなく、戦禍に巻き込まれる民衆を支援するためで、初犯時にはエストニア政府から食糧危機への援助を行った功績を称えられ勲章を授与されている。このため初犯の処分は棚上げとなり、同時に大尉へ昇格した。それ以降は全て証拠不十分のために処分を免れている。
陽気で豪快な性格で、義理堅く友人を裏切ることは無い。己や全体の為になることなら、たとえ犯罪でも躊躇無く行える、清濁合わさった快活な男。任務では冷静に行動し、的確な指示を出すので部下からの人望が厚い。紳士的な外見とは裏腹に、常にジョークを飛ばしており、OCUや軍への忠誠心は低い。
『BOM』にも登場し、ハフマン島での戦功が語られる。初登場時にチャンプとグレイを騙し傭兵基地の物資を不正流用するが、かつての悪行を知っているヘパイストに発見される。後にストームに見つかった際は食料品のみを調達して姿を消す。
ロズウェル・タラーナ (Roswell Tarana)
- 登場作品：『2nd』
- 年齢：29歳(2072.9.8-)
- 国籍：E.C.イタリア（実際はO.C.U.日本？） （注：パーソナルデータを改竄された形跡あり）
- 身体：168cm・62kg AB型 ♂
- 身分：「ダル・スタッグス」所属。陸防軍軍曹（一等陸兵？ OCU軍最高司令官？）（注：パーソナルデータを改竄された形跡あり）。
- WAPコード：Bilancia（天秤座）

補給部隊出身のため機械類には強い。妙に言葉遣いが丁寧で、ジョイスと並び称される女好きだが、それ以外では真面目で筋の通ったところを見せる。機体のエンブレムはグレイ（ロズウェル事件とかけている）。
ロッキー・アーミテジ (Rocky Armitage)
- 登場作品：『2nd』
- 年齢：28歳(2073.7.10-)
- 国籍：O.C.U.オーストラリア（オーストラリア人と東南アジア人とのハーフ）
- 身体：190cm・80kg O型 ♂
- 身分：「ダル・スタッグス」所属。陸防軍軍曹。
- WAPコード：JackArms

寡黙だがそれは性格からでなく、単に口下手なだけの模様。長身で眉目秀麗な容姿のため、女性からの人気は高い。かつて、少尉任官を拒否した経歴を持つ。ヴァンツァーの操縦の腕は並だが、戦闘時も常に冷静で判断力に優れている。実は同性愛者で、アッシュに好意を抱いており、劇中で彼に愛の告白をする一幕もあった。以前は地雷処理部隊に所属していた。

##### O.C.U.軍遊撃機動隊“キャニオンクロウ”
Canyon Crow
ウィラス・E・ブレイクウッド (Willas E.Blakewood)
- 登場作品：『1ST』
- 年齢：51歳(2090年時)
- 身体：186cm・80kg ♂
- 身分：O.C.U.ハフマン島駐留軍機動機械化大隊司令官、兼O.C.U.陸防軍第2軍機動部遊撃機動隊第1部隊「キャニオンクロウ」管理官。陸防軍准将。

アフリカ紛争に従軍したブルース・ブレイクウッドを父として持つ。上層部からキャニオンクロウに対しては直接指揮に当たらないよう布告されていた。
グーリー・B・オルソン (Guri B.Orson)
- 登場作品：『1ST』『FMO』
- 年齢：47歳(2090年時)
- 身体：180cm・74kg ♂
- 身分：キャニオンクロウ司令官。陸防軍大佐。
- 搭乗WAP：エルドス

白髪オールバックにティアドロップ型サングラスを愛用する男。ロイドをはじめ優秀なパイロット達を発掘するが、自身も優秀なWAPパイロットである。管理官であるブレイクウッド准将は上記の経緯から部隊に関与できないため、キャニオンクロウを実質的に動かしているのは彼と言える。
たとえ、それが上官であろうが誰であれ尊大な態度を取る性格。部下に対する態度も非常に高圧的だが、部下の抗命には折れることも多い。劇中で直接登場する人物としては、O.C.U.側からBD計画に協力していたのが確認された数少ない人物である。
ロイド・クライブ (Roid Clive)
- 登場作品：『1ST』
- 年齢：23歳(2090年時)
- 国籍：O.C.U.オーストラリア
- 身体：186cm・75kg ♂
- 身分：元O.C.U.陸防軍大尉、キャニオンクロウ隊長
- WAPコード:Shrike（百舌鳥）
- 初期搭乗WAP：ゼニス（ラーカス事件、フリーダム奪還）、テンダス(Mission1)

『1ST』O.C.U.編主人公。18歳の時、O.C.U.軍に志願入隊し、戦績を重ねていった。後にラーカス事件に巻き込まれることにより、軍籍を剥奪され、婚約者のカレンを同事件で失い、また人生の目的を見失ってしまう。
紛争勃発からおおよそ1年後、闘技場で日銭を稼いでいたある日、オルソンにスカウトされキャニオンクロウの隊長に任命される。第2次ハフマン紛争を駆け抜け多大な戦果を上げるが、終結後は自分達が巨大な力に踊らされていることに気付き、ラーカス事件の真実を知ることとなる。
紛争の引き金となり、恋人を守れなかった悔悟からか、常に寡黙で多くを語らない。
真相を暴露した後、ハフマン島を大国に支配される事のない自由な国家とするため、ハフマンの魂、そして再び集まった隊員達とともに戦い続けた。彼のその後は不明であるが、ハフマン島の英雄と呼ばれるだけの名声は後世に伝わっている。『2nd』には彼の名を騙る男まで出現する。
戦闘では格闘、射撃、遠距離、回避の全てに秀でている。
坂田竜二 (Ryuji Sakata)
- 登場作品：『1ST』
- 年齢：28歳(2090年時)
- 国籍：O.C.U.日本
- 身体：175cm・65kg ♂
- 身分：元O.C.U.陸防軍中尉、キャニオンクロウ隊員
- WAPコード：Raioh（雷王）
- 初期搭乗WAP：ゼニス

ロイドの部下で、ラーカス事件に巻き込まれた1人。実はサカタインダストリィの次男坊だが、本人はその立場をよしとせず、家業を嫌って軍に入ったため、ラーカス事件及びそれに伴う軍籍剥奪後もハフマン島にいた。真面目な性格で、正義感に溢れ熱血なところがある。なお、親友でもあるロイドと他の人間とで態度を使い分けている。猫好きである。
戦闘では射撃に優れ、遠距離に秀でているが、格闘、回避に劣る。
ナタリー・F・ブレイクウッド (Natalie F.Blakewood)
- 登場作品：『1ST』
- 年齢：21歳(2090年時)
- 国籍：O.C.U.オーストラリア
- 身体：168cm・55kg ♀
- 身分：O.C.U.陸防軍中尉、キャニオンクロウ副官
- WAPコード：Prime Rose（サクラソウ）
- 初期搭乗WAP：ハスキーMk.III

ウィラス・ブレイクウッド准将の実娘。キャニオンクロウを支える有能な副官として従軍する。当初は規則を盾に独断専行の多い隊長を筆頭とする隊員達をたしなめていたが、その本人もロイドに知らず知らずのうちに好意を抱くようになった。実はBD計画を知らされており、実の父を差し置いてキャニオンクロウ結成の真の目的に触れる位置にも居た。
戦闘では射撃、遠距離に優れ、格闘に秀でるが、回避に劣る。
キース・カラベル(Keith Carabell)
- 登場作品：『1ST』『2089-II』
- 年齢：23歳(2090年時)
- 国籍：不明
- 身体：184cm・75kg ♂
- 身分：傭兵、キャニオンクロウ隊員
- WAPコード：Ms.Jerry
- 初期搭乗WAP：ガルボ

戦闘報酬によって生計を立てる根っからの傭兵。キャニオンクロウにスカウトされる以前からハフマン島で傭兵活動をしており、『2089-II』ではチャリオット小隊のトーネード達とも共闘している。傭兵であるだけに金への執着心は強く、報酬に目がくらんで無茶をすることも。ナタリーに気がある素振りを見せるが、全然相手にされていない。
戦闘では格闘、射撃に優れ、遠距離に秀でるが、回避に劣る。
J・J（ジョイナス・ジェリアスカ）
- 登場作品：『1ST』
- 年齢：25歳(2090年時)
- 国籍：南アフリカ
- 身体：192cm・82kg ♂
- 身分：傭兵、キャニオンクロウ隊員
- WAPコード：Hunter J
- 初期搭乗WAP：ギザ

キースと常にコンビを組んでいる傭兵。正規軍志望であったが、正式な入植者ではなかったため入隊を認められず傭兵に転じ、キャニオンクロウにスカウトされた。故郷への仕送りのため傭兵の活動をその資金稼ぎと位置づけている。故にキース同様金にうるさく、戦闘をしながら収支採算を行うほど。
戦闘では射撃に優れ、格闘、遠距離に秀でるが、回避に劣る。
ヤン・メイファ（楊美花【Yang Meihua】）
- 登場作品：『1ST』
- 年齢：19歳(2090年時)
- 国籍：前大漢中（中国）
- 身体：？cm・？kg ♀
- WAPコード：Gyokuran（玉蘭）
- 初期搭乗WAP：ハスキーMk.IV

傭兵としてハフマン島を渡り歩いていたが、キャニオンクロウに合流した。弟であるイーヒンを捜している。
戦闘では格闘に優れ、射撃に秀でるが、遠距離、回避に劣る。
ハンス・ゴルドウィン(Hans Goldwin)
- 登場作品：『1ST』
- 年齢：19歳(2090年時)
- 身体：179cm・66kg ♂
- WAPコード：My Maria
- 初期搭乗WAP：モスVR.5

腕利きのハッカーで爆弾などの工学的知識にも強い。12歳でマサチューセッツ工科大学に入学した天才児だったが、在学中に友人と軍の中枢コンピューターに侵入し、すべてのプログラムを破壊するという凶行に及んでいる（動機は不明）。ロイド達に頼まれハッキングを行っていたが逆ハッキングされ身の危険を感じキャニオクンクロウに入隊。大型のヘッドマウント型バイザーを常時着用しており、モニター越しに世界を見ている。そして、最後までその素顔が明らかにされることは無かった。
戦闘では遠距離に優れ、射撃に秀でるが、格闘、回避に劣る。
モーリー・オドネル(Maury Odonnell)
- 登場作品：『1ST』
- 年齢：42歳(2090年時)
- 身体：164cm・79kg ♀
- WAPコード：Tomy
- 初期搭乗WAP：テンダス

ハフマン島の初期入植者で、ラークバレーの孤児院で保母として働いていた。彼女1人を残して壊滅したラークバレーを、その元凶たる軍隊に好きにはさせないと守っていた中でキャニオンクロウの面々と遭遇、ロイドから紛争勃発の原因となったラーカス事件の当事者と打ち明けられ、彼を恨むなどのトラブルの末に入隊することになる。しかし戦いの中で紛争に隠された陰謀に触れ、ラーカス事件の現場である工場跡地でゲンツから真相を聞き、ロイドが紛争勃発とは事実上無関係と知る。本編では語られていないが、病気のせいで子供を産むことが出来ない体になっている。『1ST』のエンディングに仲間にしていたメンバーが駆け付ける場面があるが、後述するフレデリックと彼女はそこに登場しない。事件の真相を暴露してジャーナリストに戻ったフレデリックとは異なり、彼女は戦いをやめたのかどうかも含めて、その後の消息は不明。非常にふくよかな体格で、まだ42歳であるにもかかわらずハンスから「ばあさん」呼ばわりされていた。
戦闘では回避に優れるが、格闘、射撃、遠距離に劣る。
ヤン・イーヒン（楊一清【Yang Yeehin】）
- 登場作品：『1ST』
- 年齢：17歳(2090年時)
- 国籍：前大漢中（中国）
- 身体：♂
- WAPコード：Garyo（臥龍）
- 初期搭乗WAP：サカタ90X式

U.S.N.に在籍していたが同僚が行方不明になることに不信感を抱き脱走、姉のいるキャニオンクロウに保護される。メイファの嘆願（むしろ脅迫）により以後O.C.U.の管理下におかれるが、後に彼の所属部隊がBD計画のU.S.N.側の候補者であったことが明らかとなる。
戦闘では射撃に優れ、格闘、遠距離に秀でるが、回避に劣る。
ピウィー・リッチバーグ Jr.(Peewie Richburg jr.)
- 登場作品：『1ST』
- 搭乗機：Supply car（補給車）

キャニオンクロウの唯一の補給車を任されている。度重なる命令違反による脱走を企てるが、懲罰を受ける代わりにキャニオンクロウに配属された。性格は臆病かつ慎重だが、裏を返せば部隊の生存のためには必要不可欠な立場にあり、彼が勇敢ではなく戦闘を回避することが他の隊員を助けることにもつながっている。本編では語られていないが、実はリッチバーグハンバーガーなる企業の御曹司で、現在は勘当されている。さらにナタリー曰く、車の運転はなかなかのものらしい。物語中盤で補給車に搭載された火器（ヴァンツァー用のマシンガンと同種のものらしい）が変更される。
戦闘では射撃に秀でるが、格闘、遠距離、回避に劣る。
ポール・C・グリバー(Paul C. Grieber)
- 登場作品：『1ST』
- WAPコード：Rainbow（虹）
- 年齢：34歳(2090年時)
- 身体：175cm・67kg ♂
- 初期搭乗WAP：パボット

丸型サングラスを掛けて首にロザリオを下げている。元従軍牧師。腕の前で十字を切る癖がある。実戦参加の動機は「紛争の早期終結」。経歴が経歴なので戦闘中でも神に祈る。選択によっては入隊しない。
戦闘では遠距離に優れ、回避に秀でるが、格闘、射撃に劣る。
アルダー・ワイス(Alder Weiss)
- 登場作品：『1ST』
- WAPコード：Cow boy

過去には優れた傭兵であったが、息子を戦争で失って自棄酒の日々を送っている。その後、ロイドが死に急いでいることに気付いて、彼を守るために入隊。息子の二の舞にしたくないが故に、若い者には口うるさい。選択によっては入隊しない。
戦闘では遠距離に優れ、回避に秀でるが、格闘、射撃に劣る。
グレゴリオ・マイアス(Gregorio Maias)
- 登場作品：『1ST』
- WAPコード：Mr.Kong

強さを求め、闘技場では不敗を誇った。愛称「コング」。選択によっては入隊しない。
戦闘では格闘に優れるが、射撃、遠距離、回避に劣る。
ボビー・ホプキンス(Bobby Hopkins)
- 登場作品：『1ST』
- WAPコード：Death（死神）

ポルンガとは腐れ縁の傭兵で、街中でヴァンツァーを使った喧嘩をしていたところをキャニオンクロウに止められ合流する。元O.C.U士官であり、所属部隊が壊滅しても彼一人だけが生き残ったために「死神」と呼ばれていたことも。物事を冷めた目で見てドライな言い方をするが、根本では仲間思いで、ポルンガとの喧嘩も、無謀な戦闘に挑もうとする彼を引き留めるためだった。選択によっては入隊しない。
戦闘では射撃に優れ、遠距離に秀でるが、格闘と回避に劣る。
ポルンガ(Porunga)
- 登場作品：『1ST』
- WAPコード：Natural（自然）

ボビーとは以前からの付き合いがある傭兵でアボリジニの末裔（ただし混血であり、アボリジニの特徴は、肌以外継いでいないとのこと）。彼もまた出稼ぎ傭兵の1人だが、自然を愛しておりハフマン島の自然が荒らされる事には心を痛めている。セリフはやや片言調である。ボビーと同時に入隊する。
戦闘では格闘、射撃、回避に優れるが、遠距離に劣る。スキルスロットが5であるのに対し習得できるスキルが4つしかない。
ラルフ・ダイアン(Ralph Dian)
- 登場作品：『1ST』
- WAPコード：Cancer（癌）

U.S.N.軍の兵士であったが、いつの日からか自分はもう長くは生きられないと思い込むようになり軍を退役、その後は自堕落な生活を送っていた。長身に対し体重が軽いという身体的特徴を持つ。選択によっては入隊しない。
戦闘では格闘に優れ、射撃に秀でるが、遠距離、回避に劣る。入隊時にスキルスロットが全て埋まっているため、新たにスキルは習得できない。
ただし、DS版に限り遠距離スキルであるガイドを習得できる。
キャニオンクロウ関係者
フレデリック・ランカスター (Frederick Lancaster)
- 登場作品：『1ST』『4th』
- 年齢：30歳（2090年時）
- 国籍：O.C.U.オーストラリア
- 身体：177cm・65kg ♂
- 身分：新聞記者(2090年)、フリージャーナリスト（2096年）
- WAPコード：Witness（目撃者）
- 初期搭乗WAP：テンダス

元はNYのトップ記者だったが、とある暴露記事を書いたために左遷される。第2次ハフマン紛争でキャニオンクロウに助けられてからは彼らの従軍記者として取材を続けた。その際、自身もヴァンツァーに乗り戦闘に携わる。
最終決戦から半年後、ライバル誌デイリーフリーダムの紙面にて取材の結果を「祖国達の島」と題して掲載した。この記事によりサカタインダストリィ事件を世に知らしめることになり、ザーフトラ・PMOの国際的信用の失墜、4年後のイグチによるサカタの吸収合併へと繋がっていく。
2096年にはフリーのジャーナリストとして、各国に潜伏したザーフトラのスパイを暴くことをライフワークにしており、E.C.ドイツ軍基地襲撃事件を調査するデュランダルにはその活動の一環として協力する。
戦闘では回避に優れ、格闘、射撃、遠距離に秀でている。
カレン・ミューア (Karen Meure)
- 登場作品：『1ST』、『2089-II』
- 年齢：23歳(2090年時)
- 身体：174cm・58kg ♀
- 身分：O.C.U.陸防軍中尉
- WAPコード：Danger Lady
- 搭乗WAP：ゼニス（1st,、USN編ミッション3時）、ゾラ3A、カレン専用ゼニス

ロイドの婚約者にして、ラーカス事件に巻き込まれた1人。しなやかな身体を持ち、性格は軍人と思えないほど柔和。
ラーカス事件の際行方不明となるが、ヤン・メイファによるとグレイロック市の病院に搬送され治療を受けていたことが明かされる。
ヤンは先に退院し、さらにグレイロック市街戦でニルバーナ機関の証拠隠滅により、ロイドのカレン捜しは振り出しに戻る。この後にニルバーナ機関で研究されていたバイオニューラルデバイスの献体として彼女の脳が使われ、「BD6-Kr」としてドリスコルのレイブンに搭載された事を紛争の終戦後に知ることとなる。
『2089-II』の「M17 傭兵の絆」でチャリオット小隊の危機に駆けつけている（『2089』シリーズの舞台はラーカス事件の発生以前）。
ミゼット・ブラウン (Mizzete Brown)
- 登場作品：『1ST』

元O.C.U.科学技術庁将校。自らの研究の非人道性に気づき、軍から逃亡。後に野戦病院で医師を務めていた。

##### 暁愚連隊
アルベルト・マサル・岡崎
- 登場作品：『THE DRIVE』
- 年齢：18歳
- 身分：暁愚連隊新入隊員
- 搭乗WAP：ゼニス

『THE DRIVE』主人公。士官学校出立てで実戦経験に乏しいため、歴戦揃いの隊員達からはなめられがち。階級は少尉。
暁蓮司
- 登場作品：『THE DRIVE』
- 身分：暁愚連隊隊長
- 搭乗WAP：フロスト

暁愚連隊隊長。二つ名は「銀狐」。趣味はビルの屋上からワイヤーなしでダイブする事。
リュン・フライバード
- 登場作品：『THE DRIVE』
- 年齢：16歳
- 身分：暁愚連隊副隊長。
- 搭乗WAP：ストーク

暁愚連隊副隊長。連載時と単行本では髪型や顔に変更された箇所がある。自分のルックスに自信を持っている。故郷がザーフトラの可能性あり。暁隊長とは恋人以上の関係。狙撃の名手。
マークス・グリーン
- 登場作品：『THE DRIVE』
- 身分：暁愚連隊隊員
- 搭乗WAP：ウィスク（ゼルト？）

暁愚連隊の1人。リュンに惚れており、そのため蓮司に嫉妬しているようである。
サラ・ニジンスキー
- 登場作品：『THE DRIVE』
- 身分：暁愚連隊隊員
- 搭乗WAP：ギザ

料理が得意。
キンボール・アベバ
- 登場作品：『THE DRIVE』
- 身分：暁愚連隊隊員
- 搭乗WAP：タトゥー

#### O.C.U.海防軍
セマウン・フォーサイス
- 登場作品:『3rd』

O.C.U.軍タール基地指令。独断でM.I.D.A.S.投下を指示。

##### 第41上陸機動大隊“マディ・オッターズ”
Muddy Otters
アッシュ・ファルーク (Ash Faruk)
- 登場作品：『2nd』
- 年齢：25歳(2077.4.11-)
- 国籍：O.C.U.アロルデシュ人民共和国
- 身体：178cm・75kg A型 ♂
- 身分：O.C.U.海防軍総海部第41上陸機動大隊「マディ・オッターズ」所属。海防軍伍長。
- WAPコード：Bounder（がさつ者）

『2nd』主人公。正義感と責任感が極めて強く、真面目な性格の持ち主。同僚たちからの信頼も厚い。
アロルデシュ出身で、志願入隊からアロルデシュ陸軍少尉にまで昇進するが、除隊。本人はその際の記憶を喪失したと周囲には語り、あまり触れようとしない。除隊後、O.C.U.軍に追加志願兵として入隊する。
エイミア・マッカラム (Amia Mccalum)
- 登場作品：『2nd』
- 年齢：25歳(2077.6.2-)
- 国籍：O.C.U.オーストラリア
- 身体：165cm・56kg A型 ♀
- 身分：「マディ・オッターズ」所属。海防軍一等総兵。
- WAPコード：Cute Bird

かつては志願入隊し、航空パイロットとして一等飛兵にまで上り詰めた経歴を持つ。その割には戦争嫌いで、気弱な性格。気の弱さが災いし、他人のペースに巻き込まれることも多い。普段は男社会の軍隊で舐められないように気を張って暮らしているらしい。事実ヴァンツァーの操縦技術は一流。アロルデシュ勤務を志願したのも前線を離れるためである。
ジョイス・S・ホイットフィールド (Joyce S. Whitfield)
- 登場作品：『2nd』
- 年齢：26歳(2076.1.30-)
- 国籍：O.C.U.オーストラリア
- 身体：180cm・80kg B型 ♂
- 身分：「マディ・オッターズ」所属。海防軍一等総兵。
- WAPコード：Duskman（黄昏る男）

アッシュの親友。過去、女性問題で訓戒処分を受けたことがあるほどのプレイボーイ。しかし、劇中では真面目な面を見ることとなる。サリバシュの娘リラに好意を持つ。
グリフ・バーナム (Griff Burnam)
- 登場作品：『2nd』
- 年齢：32歳(2067.8.19-)
- 国籍：O.C.U.オーストラリア（ドイツ系）
- 身体：182cm・106kg AB型 ♂
- 身分：「マディ・オッターズ」所属。海防軍軍曹。
- WAPコード：Kasumi（霞）

マディ・オッターズ隊長。既婚で一児の父。機体には自身の妻の名を付けている。かつてはO.C.U.福岡基地に駐留しており、妻の実家も福岡。年下の者への面倒見はいいが、自らの出世の遅さを嘆いている。家族に不自由させない為に軍の備品を横流ししているが、その事が今作において重要な意味を持つ。アッシュたちとは上司と部下という以前に親友として付き合っている。

#### O.C.U.傭兵部隊
ファルコン
- 登場作品：『BOM』

ハフマン島OCU側の国境警備基地司令。ストーム隊直属の上司となる正規のOCUの軍人で、強面だが部下思いの性格。
彼の基地に所属する傭兵は、規則により全てコードネームで呼称されている。

##### ストーム隊
ストーム
- 登場作品：『2089』『BOM』
- 年齢：25歳(2089)
- 国籍：不明（ただし、ザーフトラ共和国出身の可能性が高い）
- 身体：180cm B型
- 身分：元BATS隊長、ストーム隊隊長。
- 初期搭乗WAP：ゼニス
- WAPコード：WOLF HEAD

『2089』、『BOM』主人公。かつては「バレットストーム」の異名を持つ兵士だったが、自身が隊長を務めた部隊を全滅させてしまった経緯から退役、傭兵として活動するようになった。常に冷静沈着な性格で、軍事関係には非常に高い技量と知識を持つ反面、世俗には全く疎い。右肩に前部隊のエンブレムのタトゥーがある。時々起こる頭痛に悩まされ、特にサカタインダストリィの名前を聞くだけでそれが顕著に顕れる。
中東・ロシア語を話すことができ、ザーフトラ共和国にあるスモレンクスの孤児院にいたことがあるため、ザーフトラ人の可能性が高い。
後に、彼を含めた隊の全員がCISUに移籍することとなる。
本名はアーネスト・J・サリンジャー。ただし、本人もそれが本当の本名かどうかは知らない。
レイン
- 登場作品：『2089』『BOM』
- 年齢：23歳(2089)
- 国籍：日本
- 身体：170cm A型
- 身分：元ランサー隊副隊長、ストーム隊副隊長。
- 初期搭乗WAP：ゼニス
- WAPコード：BLUE IRIS

『2089』主人公の1人。『BOM』ではストーム小隊の副隊長に変更。生真面目な性格で、軍人である父や兄への反発から、国家に縛られない傭兵としての生き方を選んだ。ストーム隊結成以前から同基地に所属しており、前隊でも副隊長を務めていたが、部隊は彼女とバギーを残して壊滅。本人は知らないが、ヴァンパイアズに狙われている。スピリタスを飲んでも素面とほとんど変わらない程の酒豪。
本名はレイ・アマミヤ（雨宮 麗）
チャンプ
- 登場作品：『BOM』
- 年齢：29歳(2089)
- 身体：193cm O型
- 身分：元立ち技総合格闘技三冠チャンピオン、ストーム隊隊員。
- 初期搭乗WAP：カーム
- WAPコード：CLAYMORE（クレイモア）

担当はストライカー。コードネームの由来は元立ち技総合格闘技の三冠チャンピオンだったことから。豪快な性格のあまり、脳まで筋肉なのではないかと囁かれることもしばしば。本名はスタン・ウィリアムズ。
オッドアイ
- 登場作品：『BOM』
- 年齢：20歳(2089)
- 身体：165cm AB型
- 身分：元日防軍オペレーター、ストーム隊隊員。
- 初期搭乗WAP：カーム
- WAPコード：WILD CAT

担当はミサイラー。コードネームの由来は自身の眼がブルーとシルバーのオッドアイであることから。コンピュータや機械関係、アキバ系事情など様々な事柄に詳しく、ヴァンツァーも大好きで、更にはFPSの世界最強プレイヤーでもある。明るい性格で、誰とでもすぐ友達になれるタイプ。以前は日防軍のオペレーターを務めていた経歴があり、多国語にも堪能で16ヶ国語を扱える。
本名はケイト・S・北条。
グレイ
- 登場作品：『BOM』
- 年齢：24歳(2089)
- 身体：184cm A型
- 身分：元特殊部隊狙撃班、ストーム隊隊員。
- 初期搭乗WAP：ハスキーMk.IV
- WAPコード：CRUSADER（改革者・擁護者）

担当はスナイパー。以前は特殊部隊の狙撃チームに配属されていた。故郷で妹が昏睡状態に陥っており、治療費を稼ぐために戦っている。やや周囲に流されやすい性格で、隊の中では最も影が薄い。
本名はアッシュ・ライトフォース。
バギー
- 登場作品：『BOM』

担当はミサイラー。レインと同じく前隊の生き残り。陽気で人当たりの良い性格で、前隊ではムードメーカー的な存在だった。前隊での戦闘時に負傷したためストーム配属時は療養中。ヴァンパイアズに狙われている。
ヘパイスト
- 登場作品：『BOM』

担当はメカニック（補給車）。歴戦の老兵で、ファルコン司令とは古い友人の間柄。飄々とした性格で、セクハラまがいの言動も目立つが、なぜか憎まれない。

##### チャリオット隊
ストーム隊とは異なる基地に所属する。
トーネード
- 登場作品：『2089-II』『BOM』
- 身分：チャリオット隊新入隊員、後に隊長。
- 初期搭乗WAP：ゼニス
- WAPコード：BrazeShot

『2089-II』主人公。トーネードはコードネームであり本名は不明。担当はアサルト。チャンプやオッドアイとは傭兵部隊の同期入隊である。
チャリオット隊での経験や様々な出来事を乗り越え、サーナ戦死後は隊長となる。後にストーム隊の面々と共にCISU特殊部隊“デルタ”所属となる。
ミスト
- 登場作品：『2089-II』
- 身分：チャリオット隊隊員。
- 初期搭乗WAP：パボット

担当はストライカー。
ナパーム
- 登場作品：『2089-II』
- 身分：チャリオット隊隊員。
- 初期搭乗WAP：ゾラ3A

担当はミサイラー。
ホセ
- 登場作品：『2089-II』
- 身分：チャリオット隊副隊長
- 初期搭乗WAP：ハスキーMk.III

チャリオット隊副隊長であり、正規のOCUの軍人。担当はスナイパー。カレン・ミューアとは旧知の仲。
サーナ
- 登場作品：『2089-II』『BOM』
- 身分：チャリオット隊隊長
- 初期搭乗WAP：ガルボ

チャリオット隊隊長であり、正規のOCUの軍人。担当はアサルト。カレン・ミューアとは旧知の仲。

### CISU
The Central Intelligence Service of the Union
パイク・A・ライシャワー (Pike A.Reischauer)
- 登場作品：『2nd』
- 年齢：30歳
- 国籍：？
- 身体：173cm・65kg ♂
- 身分：CISU（CIU）所属エージェント
- WAPコード：Basurero（ごみ箱）

アロルデシュ・クーデター時に派遣されたエージェント。常に冷静で、深い風格を備えている。
白いスーツに帽子という突飛な格好で戦場に立ち、ヴァンツァーも操る上に、飄々とした物言いと態度は、おおよそ30歳には見えない。
しかし、アロルデシュ・クーデターでは、フェンリルとその施設の破壊、O.C.U.を中心としたクーデターに関わった組織の情報入手、さらにはフェンリル破壊に関わった人間の保護の為に政治的圧力などの根回しを行った上で、自らも無事帰還をするなど、その手腕はかなりのもの。なお、CISUのエージェントという職務柄か、リーザやサユリとは対照的にO.C.U.がまるで外国ないしは敵国であるかのような口ぶりである。なお、当時は「CISU」ではなく「CIU」という略称であった。
スーパースキルは「バックアタック」。
メイヤー・エドワード (Mayer Edward)
- 登場作品：『3rd』
- 年齢：28歳(2112年時)
- 国籍：O.C.U.オーストラリア（父はオーストラリア人、母は日本人）
- 身体：176cm・65kg ♀
- 身分：CISU所属エージェント
- 初期搭乗WAP：109式炎陽

アリサ編にのみ登場。2112年時の日防軍クーデターを担当。
愉快でかつ陽気だが、必要な時は真摯な答えを出すことが出来る人物。諜報員としては非常に型破りながら優秀であり、自身の性格とあいまったあけっぴろげたアプローチを行う。
ロイ
- 登場作品：『BOM』
- 身分：CISU所属エージェント
- 初期搭乗WAP：XW-Nアルカード(ダークナイト仕様)

2089年のハフマン島における、ヴァンパイアズ関連事件の担当調査官。
冷静沈着な性格でWAPパイロットとしても腕が立ち、2088年より内偵調査のために身分を偽ってヴァンパイアズに入隊、X-03「ダークナイト」として活動していた。
後にストーム隊を保護するためCISUのエージェントとして雇い入れ、更には人員不足により凍結状態にあった特殊部隊“デルタ”の新メンバーとして採用する。

#### 特殊部隊“デルタ”
フェイスレス
- 登場作品：『BOM』
- 身分：CISU特殊部隊“デルタ”隊長
- 搭乗WAP：メアレイド、オルゲル、XW-Prototype ノスフェラトゥ

任務遂行に己の全てを賭ける、生粋の軍人。特殊部隊入隊に際して過去を全て捨てるため、記録上では事故死扱いとされ、顔の下半分を常にマスクで覆っている。かつてオッドアイと交際関係にあり、またロイとは親友の間柄である。
本名はデビット。

### O.C.U.日本
O.C.U. Japan
神宮寺静
- 登場作品：『3rd』

指名手配された亮五に助言のメールを送ってくる謎の人物。なお、エマ編とアリサ編でその正体が異なってくる。ただし、まどかという娘がいる点で共通。
桐生悠一
- 登場作品：『3rd』

JBNNの記者で、横須賀基地爆破事件で指名手配された和輝に取材を申し込む。記事のアプローチは両編で異なってくるのだが、後の取材は功を奏した。
水城舟穂高
- 登場作品：『3rd』
- 身体:164cm・52kg ♀
- 身分:帝北大学学生。

法学部国際政治学科2年在籍。高校生の時からモデルをやっている結構な有名人。帝北大学ミスコンにノミネートされており、日々ライバル視しているアリサと火花を（一方的に）散らす。趣味はコスプレで、作中で優勝させることによって『ゼノギアス』のエリィとマルーの格好をした彼女を見ることが出来る（ただし、通常の手段では彼女が確実に優勝する）。ただ、普段のキャンパスライフにおいて2人の仲はそう悪くないらしい。
長谷川希里子
- 登場作品：『3rd』

アリサ編にのみ登場。亮五の担任を務める人物で、メールだけで登場。亮五の言を借りるなら結構な美人であるとのことだが、かなり危なっかしいところがあり、亮五にその身を案じられるほど。通称「はせぴょん」。

#### 日本国防軍
Japan Defence Force

##### 国防三軍
磯貝国光
- 登場作品:

守山基地指令。シビリアンコントロールの下、活動する軍人としての姿を体現したかのような人物であり、その意思は固い。
喜多島
- 登場作品：『3rd』

海田基地指令。決断力に欠ける人物。
盛忠之
- 登場作品：『3rd』
- 身分：日防軍中尉。海田基地所属。
- 搭乗WAP：PAW2プロウブ

誠実な人物。過去に新条美穂と何らかの関わりを持っていた。
五木修
- 登場作品：『3rd』
- 身分：日防軍曹長。海田基地所属。
- 搭乗WAP：110式陣陽、PAW2プロウブ

日防軍クーデターにより落命。弟がいるらしい。
武村伊佐夫 (Isao Takemura)
- 登場作品：『3rd』
- 年齢：42歳(2112年時)
- 国籍：O.C.U.日本
- 身体：175cm・74kg ♂
- 身分：日防軍大佐（技術将校）
- 搭乗機体：永塞3型（エマ編）、109式炎陽（アリサ編）

妻亡き後は息子和輝との折り合いに頭を悩ませている。ただ、責任者の割には相当な無茶をする傾向があり、和輝とは似たもの親子であることがうかがい知れる。10年前、友人の子として、アリサを引き取るが、その経緯は不明。最近は大きな問題を抱えているようで、表情が緩むことは無い。剣道、柔道、合気道などの段位は合計で12。かつて佐々木参謀長の部下として働いていたことがある。
2112年のM.I.D.A.S.強奪に伴う騒乱の締めくくりである日防軍クーデターの首謀者に仕立て上げられる。経緯は別項を参照のこと。
武村アリサ (Alisa Takemura)
- 登場作品：『3rd』
- 年齢：19歳(2112年時)
- 国籍：O.C.U.日本
- 身体：160cm・49kg ♀ 視力は右0.2、左0.1
- 身分：帝北大学理学部放射線学科一年在籍。
- 初期搭乗WAP:メレディンM1

『3rd』ヒロインの1人。和輝の義妹で、9歳の時に伊佐夫に養女として引き取られる。性格は喜怒哀楽がハッキリしており、父譲りの真面目さを持っている。出不精なため、兄によく引っ張り回されているが、はっきりとした芯の持ち主である。
弓道部に所属しており、尊敬する人物は那須与一。2112年の一連の騒乱とは民間の放射線プロジェクトに偽装された軍の計画に参加してしまったことから関わることとなる。本人の意思とは別に大学のミスコンにノミネートされており、条件次第で優勝させることも可能。実は大食いらしい。

##### 国防統合軍
佐々木正雄
- 登場作品：『3rd』
- 年齢：52歳(2112年時)
- 国籍：O.C.U.日本
- 身分：国防統合軍司令部参謀長官、陸軍東部方面隊司令官。

より、能動的な国軍実現を志して「積極防衛構想」を唱える日防軍急進派のリーダー。平時は活動していない統合三軍を動かし、M.I.D.A.S.を奪取。日本の発言力強化を目論む。その言動は良くも悪しくも政治家然としている。

###### 機動強襲群
Mobility Assault Department
黒井優二 (Yuji Kuroi)
- 登場作品：『3rd』
- 年齢：32歳(2112年時)
- 国籍：O.C.U.日本
- 身体：180cm・75kg ♂
- 身分：日防軍機動強襲群状況対策課課長。日防軍少佐。
- 搭乗WAP：111式春陽等、粒子砲車J10

佐々木参謀長の懐刀として、2112年時の騒乱に関する作戦行動を一手に引き受ける。軍人としては非常に優秀であり、目的のためなら民間人すら犠牲に出来る覚悟を持つ一方で、それ以外では極力流血は避ける。以前アロルデシュ・クーデター後の治安維持任務についており、その惨状から、彼の非常に強い理想主義的性格が醸成された。
後藤利明
- 登場作品：『3rd』
- 搭乗WAP：8式支援車

日防軍所属。名古屋化学工場にて和輝ら反クーデター派傭兵部隊と交戦。
岡野
- 登場作品：『3rd』

状況対策課所属。ルカーヴの足止めをして黒井の到着を待つが命を落とす。

#### 日本警察機構
Japan.Police.Organization
新条美穂 (Miho Shinjo)
- 登場作品：『3rd』
- 年齢：23歳(2112年時)
- 国籍：O.C.U.日本
- 身体：165cm・57kg ♀
- 身分：警察官（交通課特殊車両班）
- 初期搭乗WAP：108式強警(MHX-12Ver)

アリサ編のみ登場。M.I.D.A.S.事件を目撃してしまい、日防軍に追われる身になってしまった女性警察官。彼女の身を案じた和輝らと行動を共にすることになる。非常におっとりした人物で、何事にも動じないマイペースさを誇る。その天然ボケの一方で、優れた分析力や数々の特殊技能を持つ。
かつて、日防軍士官だった兄をアロルデシュ治安維持任務で亡くしている。彼女をモデルとした交通安全ポスターが発行されていたりする。
その正体は日防軍情報部から送り込まれたスパイで和輝らの監視についていた。警察官の身分も偽装のためで、表向きには軍を退役してまで取得したもの。兄の死の原因は政府の欺瞞によって、戦闘行動を取ることすら認められず、前線に送られたためであり、それが彼女が佐々木や黒井の下でスパイとして動く行動原理となっていた。
なお物語序盤における和樹達の会話の中で、十分な装備を持たずに派兵されて全滅した日防軍の部隊に関する話が出るが、この部隊が彼女の兄の所属部隊であったかは不明。ただ、この事件によって日本政府は「専守防衛」の原則こそそのままながら、従来に比べて積極的な武力行使を認め、国民もそれを容認した事が会話の中から窺える。

#### サカタインダストリィ
Sakata Industry
坂田玲二(Reiji Sakata)
- 登場作品：『1ST』
- 年齢：60歳(2090年時)
- 国籍：O.C.U.日本
- 身体：170cm・65kg ♂
- 身分：サカタインダストリィ会長

ハイネマンインダストリィを買収し、多角経営としてWAP製造に参入、一代で零細製薬会社だったサカタを世界有数の企業にのし上げた。
一般においてはその経営手腕は高く評価されるところだが、一方で、死の商人としては冷徹さに欠ける部分も存在する。
坂田浩一(Kouiti Sakata)
- 登場作品：『1ST』
- 年齢：31歳(2090年時)
- 国籍：O.C.U.日本
- 身体：178cm・68kg ♂
- 身分：サカタインダストリィ社長
- 搭乗WAP：グローニング型

父とは違った野心を持ち、強引な手法でWAP開発を推し進めており、メタルワーカープロジェクトの責任者を務めている。

#### 霧島重工
Kirishima Industry
武村和輝 (Kazuki Takemura)
- 登場作品：『3rd』
- 年齢：19歳(2112年時)
- 国籍：O.C.U.日本（生地:横須賀）
- 身体：183cm・75kg ♂
- 身分：横須賀高等専門学校学生。霧島重工ヴァンツァーテストパイロット。
- 初期搭乗WAP：111式春陽(Mission1)、ゼニスレヴ(Mission2〜)

『3rd』主人公。正義感が強く誠実だが、一度決めたことは頑として譲らない頑固な性格である。提案する戦法のほとんどが正面突破であったり、義妹アリサのこととなると見境の無い無鉄砲さを見せるなど勢いで攻めることが多い。
母親は彼が12歳の時に病死。多忙な父伊佐夫が最期を看取らなかった一件以来、今も険悪な関係が続いており、冗談を言い合う仲の亮五でさえ踏み込むこと躊躇うほどの溝が空いている。幼いころにアリサが引き取られてから、和輝の後ろから離れないことが多かったため、それがアリサの安否に対する無鉄砲な行動の元となっている。
草間亮五 (Ryogo Kusama)
- 登場作品：『3rd』
- 年齢：19歳(2112年時)
- 国籍：O.C.U.日本
- 身体：172cm・60kg ♂
- 身分：横須賀高等専門学校学生。霧島重工ヴァンツァーテストパイロット。
- 初期搭乗WAP：111式春陽(Mission1)、107式強盾(Mission2〜)

和輝からは中学時代からの付き合いで、無二の親友。性格はかなりいい加減で緊迫した戦場で学生気分のまま参戦したりするが、いざという時には優れた判断力を見せる。女好きで、現に作中では複数の女性とメールのやり取りをしている。アリサ編ではしばし新条の天然ボケに悪乗りし、高まってきた緊迫感を台無しにする場面が見られる。
小池英一
- 登場作品：『3rd』

霧島重工でWAP開発をしている研究員。妻と幼い息子がいる。

### O.C.U.フィリピン
ホセ・アストラーダ (Jose Estrada)
- 登場作品：『3rd』『2089-II』
- 年齢：32歳(2112年時)
- 国籍：O.C.U.フィリピン
- 身体：183cm・75kg ♂
- 身分：O.C.U.フィリピン軍狙撃部隊所属
- 初期搭乗WAP：110式陣陽（エマ編M19）、PAW1パーレイ（パーティ加入時）

かつては狙撃手として将来を嘱望されていたが、作戦行動中に民間人（自分の恋人）を誤って殺害してしまい、その悔悟からあえて退役せずに命令違反や上官反逆を繰り返すようになる。以後、逮捕・監禁されていたが、和輝達の侵攻を食い止めるために禁を解かれ、再び戦場に赴くことになる。
顔のモデルはトム・ハンクス。
ファム・ルイス (Pham Louys)
- 登場作品：『3rd』
- 年齢：17歳(2112年時)
- 国籍：O.C.U.フィリピン
- 身体：155cm・45kg ♀
- 身分：フィリピン反政府ゲリラ(PLP)
- 初期搭乗WAP：ゼロス

フィリピン有数の富豪ルイス家の令嬢。ルイス家は反政府軍に資金援助を行っており、彼女もまた一員としてヴァンツァーに乗って戦っている。お目付け役としてピトエフという執事がおり、彼女は嫌がりつつも彼を大切にしているようである。
地元商店街ではクレーマーとして有名。ヌイグルミ好きらしい。
ウェルズ・ピトエフ (US版：Pierre Wells)
- 登場作品：『3rd』
- 年齢：71歳(2041？-)
- 国籍：E.C.イギリス（カーディフ出身）
- 身体：♂
- 身分：ルイス家主任執事
- 搭乗WAP：永塞3型

ルイス家に長年仕える執事。ファムを出撃させると彼もNPCとして戦闘に参加する。ヴァンツァー操縦の腕も確かで、ファム達を逃がすために陸空を覆うO.C.U.軍機の群れの中へ単機で突っ込み、生還するほどである。

### O.C.U.アロルデシュ

#### バーグ運輸（バーグショミティ）
サリバシュ・ラブラ
- 登場作品：『2nd』
- 年齢：50歳
- 国籍：O.C.U.アロルデシュ人民共和国
- 身体：168cm・98kg ♂
- 身分：バーグ運輸社長
- 搭乗WAP：ゼニスX

アロルデシュ首都ダカ郊外で運輸業を経営する「バーグ運輸」の代表。非常に愛国心が強く、O.C.U.の都合ではなくアロルデシュ国民による国の再建、発展を望んでいた。その活動のために武器密輸等の不正事業にも手を染め、世間からは密輸組織「バーグショミティ」の名で知られる。
かつての好景気時代に勤めていた工場の親友がヴェンの父親であり、彼亡き後はヴェンの親代わりとしてわが子のように育ててきた。しかし、国の再建のために軍による改革を唱えたヴェンとは対立することとなる。
性格は基本的には人当たりがよく陽気だが、感情を爆発させる一面も。
リラ・ラブラ
- 登場作品：『2nd』
- 年齢：19歳
- 国籍：O.C.U.アロルデシュ人民共和国
- 身体：162cm・43kg ♀
- 身分：バーグ運輸社長秘書
- 搭乗WAP：ギザ5A

サリバシュの一人娘。幼い頃に母親を亡くし、男手ひとつで育てられた。父親がバーグ運輸の社長であることは知っている。6歳の頃から乗っているとの事で、見かけにそぐわず、ヴァンツァーの操縦は手馴れている。ヴェンとは幼馴染で相愛の仲。
エース
- 登場作品：『2nd』

「バーグショミティ」で警備をしているが、ヴァンツァーに関して未熟な面があり、エイミア達の訓練を受けることになる。

#### アロルデシュ軍
The Force of Alordesh
ヴェン・マッカージェ
- 登場作品：『2nd』
- 年齢：26歳(2076.6.3-2102.6.25)
- 国籍：O.C.U.アロルデシュ人民共和国
- 身体：178cm・65kg ♂
- 身分：アロルデシュ陸軍第1機械化師団師団長。陸軍中佐。
- 搭乗機：モスVBS、戦闘ヘリ(OSH20a、ACH9b,d)、ティルデンa, b、ラバントa, g、ゴールトンa、グルッグa、ビスミラー

士官学校卒でなく、その優れた能力のみで昇進を重ねる。2102年のアロルデシュ・クーデターの表向きの首謀者。また、2098年時のクーデター未遂事件では首謀者のロブ・アサド大佐の副官を務めていた。
貧困に喘ぐ祖国を幼少から見続け、アロルデシュをO.C.U.の支配から解放することが祖国を救う道と考える理想主義の強い愛国者。真面目で誠実だが、激しい情熱を秘めている。ただ、その手段として軍事蜂起を選んだことにより、育ての親サリバシュとの相反を決定的なものとすることとなる。ホルムディム・バニヤンという詩人の詩をこよなく愛していたが、愛国を謳う節から、不本意ながらも国に背くクーデター中はあえて目を背けていた所がある。
『2nd』に登場する大型機動兵器のほとんどの機種に搭乗している等、全シリーズの敵役と比べても搭乗機体が非常に多い。
メイラン・マルダ
- 登場作品：『2nd』
- 年齢：36歳(2065.7.25-)
- 国籍：O.C.U.アロルデシュ人民共和国
- 身体：178cm・88kg O型 ♂
- 身分：アロルデシュ陸軍第1機械化師団所属。陸軍大尉。
- WAPコード：Nouko(ベンガル語で渡し舟)

マッカージェ中佐の副官として、革命軍の指揮を取る。しかし、マッカージェ中佐の唱える革命思想が次第にグィアンダ将軍に歪められていったことに失望し、革命軍を離反。捕虜としていたリーザたちと共に脱走し、革命軍の生き証人としてバーグショミティ部隊に合流する。しかし離反・合流後も、マッカージェ中佐や本来の革命への想いは変わらなかった。
スーパースキルは「ブラストブロー」。命中したパーツHP分のダメージを与え、確実に破壊する。
ゴーシュ・グィアンダ
- 登場作品：『2nd』
- 年齢：53歳
- 国籍：O.C.U.アロルデシュ人民共和国
- 身体：183cm・72kg B型 ♂
- 身分：アロルデシュ陸海空軍総司令長官。階級は大将。

アロルデシュ・クーデター発生時に捕らえられ、O.C.U.政府との交渉のための人質とされていたが、実際の所は彼自身がクーデターにおける真の首謀者であり、実権を握っていた。クーデターのバックボーンに「インターゲーン」を得ており、フェンリル計画を利用できる立場にあったことから慢心し、その革命思想はO.C.U.独立はおろか世界を相手にするものへと飛躍していった。
マッカージェ中佐には尊敬されていたが、革命思想をねじ曲げ、国民を顧みない行動を取ったことから信頼を失う。その結果、最後はマッカージェ中佐自身によって粛清された。
ロブ・アザド
- 登場作品：『2nd』

2098年当時のアロルデシュ陸軍大佐にして、クーデター未遂事件の首謀者。祖国アロルデシュへの愛国心からヴェンと共に、O.C.U.打倒のため決起しようとしたが、攻撃目標であるディーアン空軍基地へ向かう途中、クーデターを良しとしなかったアッシュに撃たれ、死を遂げる。
フランツ・ヘンシェル
- 登場作品：『2nd』

フェンリル計画責任者。倒産したE.C.ドイツの軍需企業「インターゲーン」の名を隠れ蓑にし、活動していた。

### その他
ユン・ライファ (Yun Reifa)
- 登場作品：『3rd』
- 年齢：17歳(2112年時)
- 国籍：O.C.U.シンガポール
- 身体：155cm・49kg ♀
- 身分：スペンダー
- 初期搭乗WAP:PAW2プロウブ

スペンダーの世界では随一の腕を持つといわれる少女で、「マネーメイカー」の異名を馳せる。親を亡くした出自と、育ててくれた師匠が遺した訓辞から金にはがめつい。
リニー・バリラー (Linee Barilar)
- 登場作品：『3rd』
- 年齢：23歳(2112年時)
- 国籍：O.C.U.インドネシア（スラウェシ島出身）
- 身体：185cm・75kg ♂
- 身分：バリラー畜産実験場主任
- 初期搭乗WAP：メタンヴァンツァー、フォーラM12A

エマ編にのみ登場。バリラー一家の御曹司。ファム・ルイスとは親戚の関係。総帥である父と共にメタンヴァンツァーの開発・販売を行い、営業のために単身で世界各地を旅していることもある。奇人変人揃いの一家の中でも一風変わっており、坊ちゃん育ちのために人の話を全く聞かないがどこか憎めない男。
家族構成は父母と祖父母、姉妹3人。
パーティーメンバーの中で唯一、解説書に記載されていない。一部の攻略本では得意武器はマシンガンとされているが、加入時の武器はミサイルである。
ユウジ・キノシタ
- 登場作品：『FMO』『BOM』

O.C.U.傭兵詰所で働くベテランのメカニックマン。元々『FMO』の登場人物であった。

## U.S.N.

### U.S.N.陸軍
U.S.N. Army
スチュワート
- 登場作品：PSおよびDS版『1ST』

U.S.N.陸軍第334大隊指揮官。U.S.N.陸軍大佐。グリーンフィールド少尉の良き理解者で、彼に数々の作戦を任せる。
ローランド・ブライリー（声：立木文彦）
- 登場作品：『5th』

U.S.N.フォートモーナス基地司令。兵卒から叩き上げで大佐にまで上り詰めた。普段は勇壮に鼓舞激励して兵士達の士気を高め、兵士達からも慕われる優秀な司令官だが、お付きの女性秘書官にはどうしても頭が上がらない模様。
デニス・ギフォード（声：郷里大輔）
- 登場作品『5th』

ゴドウィン・モーズレイ（Godwin Mosley）
- 登場作品：『EVO』
- 年齢：56歳(2171年時点)
- 国籍：U.S.N.
- 身分：U.S.N.陸軍准将

陸軍きっての名将で、彼の指揮する部隊は、圧倒的不利な状況下にあっても必ず全員が生還することから「不敗のゴドウィン」の異名を持つ。その戦術は机上ではなく、彼のヴァンツァーパイロットとしての経験から組み上げられたものであり、神業的なテクニックを持つパイロットとしても知られている。現在は閑職に回されており、最前線には出ていなかったが、軌道エレベーター「パーシバル」崩壊を巡ってU.S.N.とO.C.U.が戦闘状態に入った際、ハフマン島の先遣部隊の指揮官を任される。
ランディ・オニール（声：稲田徹） (Randy O'Neill)
- 登場作品：『5th』
- 年齢：26歳(2064-2091.8.9)
- 国籍：U.S.N.（ハフマン島フリーダム市出身）
- 身体：♂
- 身分：歩兵(2086)-U.S.N.陸軍機甲部隊訓練生(2089)-U.S.N.陸軍二等軍曹(2090-2091)
- 初期搭乗WAP：エルドス

小心者だが、心優しい男。冗談交じりに、5カウント数える間に食事を平らげてしまうほどの大食漢で、懐のポケットには常にチョコバーを携帯する。そのため、いつもテストでは上官に怒られてしまい追試などが多かった。ウォルターとグレンとは幼馴染みで、エドワード、リンとは同じ施設ホーム47の出身。
第2次ハフマン紛争終期のフォートモーナス防衛戦にてウォルターの目の前でS型転換手術を施されたグレンにより殺される。
この直後ザーフトラとPMOの仲介により両国の間に停戦合意がなされ、ウォルターの心に深い傷を刻んだ。だが、彼の想いは先を見ていたのかもしれない。戦争が終わったらストライク・ワイバーンズの入隊試験を受けるつもりだった。
施設にいた時に当時は大人しかったリンが読んでいた本に悪戯をした張本人。この後ウォルターに殴られるが二人で何とか本を修復したことでリンとウォルターを引き合わせるきっかけを作っている。
システム上、話の進行にともなって彼のステータスはランディからエドワード、エドワードからヘクターへと引き継ぎが行われる。

#### 第64機動戦隊“地獄の壁”
Hell's Wall
正式名称はU.S.N.陸軍戦車師団特機中隊前線都市防衛部隊特殊小隊第64機動戦隊。
ディアブルアビオニクス社の傑作機フロスト特別仕様機に搭乗する。第2次ハフマン紛争初期〜中期においてO.C.U.を地獄の底に陥れたが、フリーダム防衛戦にてキャニオンクロウと交戦、グリーグとゲッタを除き戦死。名前の由来は、戦場という地獄で、命をかけて仲間を守る壁となるからである。このためU.S.Nサイドでは楽な戦闘でも全機が消耗しつくして帰還することで整備兵泣かせである事が語られる。
グリーグ・デミートリアス (Grieg Demetrius)
- 登場作品：『1ST』
- 年齢：36歳(2090年時)
- 身体：186cm・90kg ♂
- 身分：陸軍大尉。
- WAPコード：Mad Bull（怒れる雄牛）
- 搭乗WAP：フロスト 地獄の壁仕様、シーキング型

「地獄の壁」隊長にして、名付け親。荒くれ者揃いの部隊を見事にまとめる親分肌の男。その外見に似合わず、頭脳的な戦いを得意とする。U.S.N.軍大尉にして軍内ではかなりの権力者とのこと。紛争後期のフリーダム防衛戦で部隊が壊滅した後、フォートモーナスでのキャニオンクロウとの戦闘で死亡したと思われる。
デイブ・スターリング (Dave Sterling)
- 登場作品：『1ST』
- 年齢：32歳(2059？ - 2091.8.1)
- 身体：192cm・89kg ♂
- 身分：陸軍中尉。
- WAPコード：Perfect Winner（完全な勝者）
- 搭乗WAP：フロスト 地獄の壁仕様

メンバー1背が高く、高い実力に見合った自信家。隊長であるグリーグと共に火器を操り近接戦を担当する。
ジョッシュ・ダリン (- Dalliin)
- 登場作品：『1ST』
- 年齢：28歳(2063？ - 2091.8.1)
- 国籍：（東洋系白人）
- 身体：174cm・68kg ♂
- 身分：陸軍曹長
- WAPコード：Stray Cat（野良猫）
- 搭乗WAP：フロスト 地獄の壁仕様

他のメンバーより一回り小さく、そのことにコンプレックスを抱く。作中ではジョシー(Josiy)と呼ばれているが、これはニックネームと考えられる。
リーバス・ビクター (Reevas Victor)
- 登場作品：『1ST』
- 年齢：32歳(2059？ - 2091.8.1)
- 国籍：（黒人）
- 身体：190cm・81kg ♂
- 身分：陸軍伍長
- WAPコード：Happy Rang（幸せな音色）
- 搭乗WAP：フロスト 地獄の壁仕様

陽気で音楽を愛する黒人だが、時に激しい面を見せる。元ミュージシャン。ミリガンと共に遠距離支援を担当。
ゲッタ・セドリック (Ghetta Cedric)
- 登場作品：『1ST』
- 年齢：24歳(2090年時)
- 身体：183cm・74kg ♂
- 身分：陸軍伍長
- WAPコード：Nothing（皆無）
- 初期搭乗WAP：フロスト 地獄の壁仕様

「地獄の壁」最年少の男。残虐で戦闘をゲーム感覚で楽しむと言われているが、U.S.N.側から見た彼からはぶっきらぼうながらも仲間思いな面が見て取れる。フリーダム防衛戦で部隊が壊滅後、敗走部隊の警護途中に後述するリンクス小隊と遭遇。以降行動を共にする。
ミリガン・アシュトン (Milligan Ashton)
- 登場作品：『1ST』
- 年齢：30歳(2061？ - 2091.8.1)
- 身体：190cm・82kg
- 身分：陸軍中尉
- WAPコード：Dandelion（タンポポ）
- 搭乗WAP：フロスト 地獄の壁仕様

元は有名なモデルだったが、頬に傷を負い、ヤケになって入隊。実戦経験豊かなプロフェッショナル。

#### リンクス小隊
ケビン・グリーンフィールド (Kevin Greenfield)
- 登場作品：PSおよびDS版『1ST』
- 年齢：23歳(2090年時)
- 国籍：U.S.N.（北米出身）
- 身体：♂
- 身分：USN軍少尉
- WAPコード：Lynx（山猫）
- 初期搭乗WAP：カーム

『1ST』U.S.N.編主人公。父親は元参謀本部長のグリーンフィールド中将。愛国心溢れる青年で、真っ直ぐな性格をしている。
ブラックハウンドBチーム小隊長を務めていたが、作戦行動中に命令違反を起こし、U.S.N.陸軍兵器開発特務機関“ニルバーナ”へ配置転換。ハフマン紛争勃発後は、陸軍第344大隊の112特機中隊リンクス小隊の隊長として赴任。数々の功績を上げる。紛争後は表ざたにはならなかったもののBD計画暴露の一助となった。その後、治安維持任務に志願。
ジョニー・サンダース (Johnny Sandars)
- 登場作品：PSおよびDS版『1ST』
- 年齢：42歳(2090年時)
- 身体：♂
- 身分：U.S.N.軍曹長
- WAPコード：Mirage（蜃気楼）
- 初期搭乗WAP：カーム

グリーンフィールド少尉とは海兵隊所属時からの部下で、その時から小隊の副官を務める。ベテラン下士官で、上官の若さゆえの行動を気に入っている。
マシュー・D・ロレンツィオ
- 登場作品：PSおよびDS版『1ST』
- 年齢：22歳(2090年時)
- 身体：♂
- 身分：U.S.N.軍伍長
- WAPコード：Chestnut（栗）
- 初期搭乗WAP：カーム

グリーンフィールド少尉の転属に伴い、サンダース曹長と共に転属を志願。お調子者で軽い性格。
ハル・ファインズ
- 登場作品：PSおよびDS版『1ST』
- 年齢：20歳(2090年時)
- 身体：♀
- 身分：U.S.N.軍伍長、112特機中隊リンクス小隊所属。
- WAPコード：Dahlia
- 初期搭乗WAP：テンペスト

有能なメカニックだが、時に年相応の発言を行う。かなりのメカオタク。
ハワード・ウォン (Howord Won)
- 登場作品：PSおよびDS版『1ST』
- 年齢：26歳(2090年時)
- 身体：♂
- 身分：U.S.N.軍兵長、112特機中隊リンクス小隊所属。
- WAPコード：Ron (龍)
- 初期搭乗WAP：テンペスト

中国系アメリカ人。遠距離支援担当。ファインズ伍長と共に本国から派遣。決して要領のいいタイプではないが、他人から悪い評価を受けることは無い。
ジーナ (Gina)
- 登場作品：PSおよびDS版『1ST』
- 年齢：27歳(2090年時)
- 身体：？cm・？kg ♀
- 身分：U.S.N.陸軍伍長。元U.S.N.陸軍第三師団特殊情報中隊所属。
- WAPコード：Breeze（そよ風）
- 初期搭乗WAP：ストーク（Exミッション1時）、ペレグリン

所属部隊はキャニオンクロウと交戦し、全滅。単身、敵討のためO.C.U.軍機を狙撃し続けていた。その一部始終はDS版『1ST』O.C.U.編のExミッション1で明らかになる。

#### 72機動中隊第1小隊
ラッセル・ハミルトン（Russell Hamilton）
- 登場作品：『EVO』
- 年齢：32歳(2171年時)
- 国籍：U.S.N.
- 身分：U.S.N.陸軍72機動中隊第1小隊隊長、陸軍大尉。

元々は奨学金の代償としてやむなく従軍したが、軍の生活が性に合ったためにそのまま居続けている。大らかで陽気な好漢で、アデラからも尊敬されている。軌道エレベータ「パーシバル」襲撃事件に際し、偶然事件現場に居合わせたことから共闘したディランを、特務技能兵として小隊にスカウトする。
アデラ・シーウェル（Adela Seawell）
- 登場作品：『EVO』
- 年齢：24歳(2171年時)
- 国籍：U.S.N.
- 身分：U.S.N.陸軍72機動中隊第1小隊隊員。

2年前に行われた極秘試験でパイロットを務めていたが、その最中の事故により家族を失い、記憶の一部が欠落している。事故以来兵士であることにアイデンティティを見出し、いかなる時も一兵士として任務に忠実であろうとする。それゆえ周囲には冷たい印象を与えるが、小隊長のハミルトンには心を開いている。

#### 332機動中隊
332nd Mobile Squrdron
ドナルド (Donald)
- 登場作品：『4th』

U.S.N.陸軍大佐、U.S.N.陸軍第332機動中隊司令官。将軍への昇格を狙い、今回の独立騒動で功績をあげようと目論む。

##### 332機動中隊第5分隊
ダリル・トラウベル (Darril Traubel)
- 登場作品：『4th』『5th』DS版『1ST』
- 年齢：32歳(2096年時)
- 国籍：U.S.N.（西部出身）
- 身体：180cm・83kg ♂
- 身分：U.S.N.陸軍332機動中隊第5分隊分隊長、陸軍軍曹(4th)。陸軍大尉(5th)
- WAPコード：Infernal（悪鬼、地獄）
- 初期搭乗WAP：ブリザイア2(『1ST』)、ブリザイアL

『4th』U.S.N.側主人公。かつては相手が上官であろうとも臆すことのない態度を取っていたが、南米でとある事件に関わったことから軍組織への信頼を失った。それ以来、不真面目で不完全燃焼な日々を送っていたが、ベネズエラ州の哨戒任務中に偶々州知事の隠し金を見つけてしまったことでレンゲスとチェイファーを連れて軍を脱走、そのまま公正ベネズエラの政権交替になし崩し的に関わった。また、その混乱の途中で「デュランダル」から発信された無線を受信し、彼らの調査にも間接的に関わっている。
『5th』ではベネズエラ配属前の姿で登場し、厳しい条件をクリアすることでスカウトが可能になる。なお、パイロット適性は『4th』のものとは微妙に異なり、ストライカー。特性として、サバイバルでFV-24を初期装備としている。
DS版『1ST』では、第2次ハフマン紛争後、治安維持任務に志願していたグリーンフィールド少尉の部隊にレンゲスと共に所属していたこともある。
ビリー・レンゲス (Billy Renges)
- 登場作品：『4th』DS版『1ST』
- 年齢：35歳(2096年時)
- 国籍：U.S.N.（西部出身）
- 身体：183cm・78kg ♂
- 身分：U.S.N.陸軍332機動中隊第5分隊所属、陸軍伍長。
- WAPコード：Mundane（平凡、現世）
- 初期搭乗WAP：オルクスS(1st)、レクシス

ダリルと共にサボタージュの常習犯。とある事件に関わったことから、共に軍組織への信頼を失う。皮肉屋だが、一歩引き落ち着いて物事に接するタイプ。ただし、貧民層で生まれ育っただけあり、同じ環境で育った者に対し熱くなる傾向がある。口癖は「これはビジネスだ」。
裏では兵器の横流しを行っており、金塊横領事件では彼のその人脈が活かされることとなる。WAPパイロットとしては優秀なスナイパー。
DS版『1ST』では、第2次ハフマン紛争後、治安維持任務に志願していたグリーンフィールド少尉の部隊にダリルと共に所属していたこともある。
フィリップ・チェイファー (Phillip Chaeffer)
- 登場作品：『4th』
- 年齢：24歳(2096年時)
- 国籍：U.S.N.
- 身体：178cm・74kg ♂
- 身分：U.S.N.陸軍332機動中隊第5分隊所属、陸軍上等兵。
- WAPコード：Celestial（天界の人、天国）
- 初期搭乗WAP：ギザ

志願入隊だが、前線では不適合と見なされ、後方に送られる。お調子者でかつ注意力に欠け、子供っぽい性格。そのため彼の行動により、思いもよらない事態になることも多い。しかし、彼のとある早とちりによる失態が『4th』の事件の鎮静のきっかけを生むことになり、エルザとダリルを繋ぐ重要な役割を果たした。他人には優しく、困った人を放っておけないタイプ。分隊では最年少ということもあり、ダリル達の弟分的存在である。

### U.S.N.海軍
U.S.N. Navy
シェルダン・リー・マドックス
- 登場作品：『4th』

U.S.N.海軍中将。2096年のマデイラ危機時、艦隊を指揮。彼自身は今回の艦隊派遣に疑問を感じ、自ら指揮を志願したらしい。
小説版ではデュランダルとの取引を打算含みで行うなど、老獪な軍人としての側面が強調されている。

#### 第11特殊機甲強襲連隊“ストライク・ワイバーンズ”
Strike Wyverns
リン・ウェンライト（声：本田貴子） (Lynn Wenright)
- 登場作品：『5th』
- 年齢：21歳(2090年時 2069-2121)
- 国籍：U.S.N.（ハフマン島フォートモーナス市ホーム47出身）
- 身体：160cm・53kg ♀
- 身分：バーゲスト(2090)、ストライクワイバーンズ(2090〜)、U.S.N.軍少佐(2091〜2097)-中佐(2098〜)、S型デバイス(2088〜2121)
- 搭乗WAP：フロスト、グラシリス

ウォルターより年下ながら上官として部隊を纏め、彼に惹かれている女性士官。彼女の私室の至る所にウォルターの写真ばかりが飾られているが、これにはS型デバイスの処置を受けた者が抱える代償と関係がある。
ウォルター、ランディ、エドワードとは同じ施設の出身。S型デバイスの処置を施しているが、ヘクターやグレンのように無理矢理な施術ではなく自らの意志で行った。かつてはバーゲストの所属でヘクターにこのときのコールサイン「ブラック6」と作戦中に呼ばれからかわれている（このコールサインは所属時の多大なる功績を讃えウォルターがバーゲストに入隊するまでは永久欠番となっていた）。なお、DS版『1ST』でフォートモーナスの酒場にいる飲んだくれのヘクターが話す「俺の部隊に気の強い女がいてな」とはリンを指す。
ウォルター・フェン（声：森川智之） (Walter Feng)
- 登場作品：『5th』DS版『1ST』
- 年齢：26歳(2090年時 2064-)
- 国籍：U.S.N.（ハフマン島フリーダム市出身）
- 身体：♂
- 身分：U.S.N.陸軍(2086〜2091)、ストライクワイバーンズ(2091〜2098、2112〜)、バーゲスト(2098〜2112)、U.S.N.海軍中尉-大尉-少佐(2098〜2112年)-大佐(2121年)
- 初期搭乗WAP：フロスト

『5th』主人公。第1次ハフマン紛争に巻き込まれ、顔に大きな火傷を負っている。少年をそのまま大人にしたような性格だったが、2091年のランディの死後からそれがなりを潜め、どんな危険があろうとも（己の死すらいとわずに）隊員を護るようになった。
洞察力と統率力に優れ、WAPパイロットとして優秀な人物。適性訓練の合格通知を言い渡された直後の任務以後小隊の隊長に任命されている。
2098年の少佐昇格と同時にストライクワイバーンズの本隊長に任命されたが間もなくグレンを追うため政府直属対テロ部隊バーゲストに転属している。ランディ、グレンとは幼馴染み。エドワード、リンとは同じ施設の出身。リンとはバーゲスト転属前に結ばれ、一人娘を授かっている。2121年に退役。
エドワード・コリンズ（声：高木渉） (Edward Collins)
- 登場作品：『5th』
- 年齢：28歳(2090年時)
- 国籍：U.S.N.（ハフマン島出身）
- 身体：♂
- 身分：ストライクワイバーンズ隊員、海軍中尉
- 初期搭乗WAP：オニールが最後に搭乗したヴァンツァー

矢継ぎ早のトークを繰り出し、周りを辟易させずにはいられない男で、周囲の人間に「奴と話をするのは3年に1分で充分だ」とまで言わしめる。彼を黙らせることができるのは、直属の上司であるウェンライト少佐だけである。ウォルターがバーゲストに転属することとなった際、彼のみ残留した。
ウォルター、ランディ、リンとは同じ施設の出身。ゲーム中ではランディが獲得したスキル、WAPコード等全てのデータを引き継ぎ、彼の離脱後はヘクターに受け継がれる。

### ブラックハウンド
Black Hounds
マリア・パレデス (Maria Paredes)
- 登場作品：PSおよびDS版『1ST』『4th』
- 年齢：26歳(2090年時)、32歳(2096年時)
- 国籍：U.S.N.（南米出身）
- 身体：167cm・51kg ♀
- 身分：U.S.N.軍情報部所属
- 搭乗WAP：オルクスS
- WAPコード：Fate（運命）

ブラックハウンドAチーム小隊長。ブラックハウンド時代はグリーンフィールド少尉の上司で、恋人らしき関係にもあったようだが、最初はケビンの感情を利用していたに過ぎなかった。後にブラックハウンドはハフマン島に派遣されるが、その際のフリーダム防衛戦で行方不明となる。が、それは偽装工作で実際は生存しており、ニルバーナのドリスコル陸軍大尉直属の部下として暗躍していた。ケビンに真実を伝えた後、キャニオンクロウとの戦闘後重体のドリスコルに繋げられていた生命維持装置を外し、S型デバイスへの転換を指示している。本人によると「復讐」らしい。その後は情報部の元で真相究明に協力、保護下に入る。
ベネズエラ独立騒動では、中央政府と公正ベネズエラ間の橋渡し役として派遣されてきた。本来彼女の身分は情報部の元厳重に保護されるはずだったが、南米の政情安定は彼女にとって本願であったため、強弁し情報部所属となった。
パトリック・S・ウインガー (Patrik S. Wingar)
- 登場作品：PSおよびDS版『1ST』『2089』

U.S.N.軍准将。ハフマン方面司令部。ブラックハウンド隊を独自の権限で動かせる地位にいると思われる。紛争開始後に愛国心を煽る演説をしたが、その実ニルバーナとつながりを持ち、BD計画に深く関与していた。また、証拠隠滅のためラークバレーを壊滅させた張本人。
紛争終結後、情報部に身柄を拘束され、国益を損ねた疑い等で起訴される。結果証拠不十分で罪に問われることは無かったものの責任問題となり、自主退役を申請し受理された。
ゲイル
- 登場作品：PSおよびDS版『1ST』
- 年齢：？
- 国籍：U.S.N.
- 身体：?
- 身分：USN軍特殊部隊→ギルモアの部下
- 搭乗WAP：オルクス、レイブン

ブラックハウンド所属の将校。冷徹な性格で、フリーダム攻略作戦にてケビンが補給部隊を救うためにリンクス小隊を危険にさらしたことを理由にケビンとの共同作戦を拒絶した。その後空母サンタバーバラでケビン達と交戦し、死亡したものと思われる。ヴァンツァーの操縦技術はかなりのもの。
ギルモア
- 登場作品：PSおよびDS版『1ST』『BOM』

ニルバーナ機関詰めの研究者。元々はO.C.U.にてブラウンの部下であったが、ブラウンの失踪を機に所属部署が頓挫したことでニルバーナ機関に鞍替えする。
劇中ではエンディング後の消息など詳細は一切描かれていないFMでは珍しい人物。
『BOM』でも登場。アイシャとも面識があり、SIプロトタイプを手渡してくれる場面がある。

### SOCOM直轄特殊機甲分遣隊“バーゲスト”
Barghests
ヘクター・レイノルズ（声：谷口節） (Hector Reynolds)
- 登場作品：『5th』DS版『1ST』
- 身分：U.S.N.軍中佐、バーゲスト隊長、S型デバイス
- 初期搭乗WAP：レクソン(Mission12)、コリンズが最後に搭乗したヴァンツァー(Mission17〜)

リンが惹かれているウォルターに興味を持つ。第2次ハフマン紛争中に誘拐され、S型デバイスの被験体となった過去がある。その関係からか上層部から疎んじられるほどの切れ者だが、ヌケているところが多く、部下からないがしろにされることもしばしば。また、バーゲストはベルナルド率いるグリムニルを長年に渡って追っているのだが、そこに個人的な因縁、ややすればストックホルム症候群かといぶかしむ者も多い。通称「ヒゲダルマ」。

### F.I.A
Federal Intelligence Agency
エミール・クラムスコイ（声：久川綾） (Emir Klamskoi)
- 登場作品：『3rd』、『5th』
- 年齢：22歳(2112年時)
- 国籍：U.S.N.（ロシア系？）
- 身体：168cm・55kg ♀
- 身分：USN特殊放射線アラスカ研究所所長。軍属として大佐に相当
- 初期搭乗WAP：ドレーグM2C

『3rd』ヒロインの1人。愛称は「エマ」。穏やかで心優しい性格であり、誰でも平等に幸せになれる権利があると想っている。また、科学者であるにもかかわらずロマンチストな一面を見せることもある。
ラーブヌイ共和国で生まれ育つが、12歳の時にU.S.N.に亡命。この時、両親のクラムスコイ夫妻はラーブヌイ側の追っ手であるヘリからの攻撃で死亡。その後、U.S.N.の研究所でM.I.D.A.S.の開発を行い、「M.I.D.A.S.の母」と呼ばれるほどになる。
ルカーヴ・ミナエフ (Lukav Minaev)
- 登場作品：『3rd』
- 年齢：28歳(2112年時)
- 国籍：U.S.N.
- 身体：185cm・78kg ♂
- 身分：FIAエージェント
- 搭乗機：レクソンM4F、冷河1型、瞬王1型、克黒0型、香魚2型（アリサ編のみ）

FIA西部/太平洋方面課課長。異例の若さで昇進を重ねたことから、己の能力に絶対の自信を持ち、他者を認めることは滅多に無い。
2112年時は「MIDAS」奪回作戦の指揮を執る。経歴は以下の通り。2084年、インディアナ、インディアナポリス生まれ。04年、オーレン大学政治学部卒業後FIA入局。08年、メキシコ危機事件で功績を挙げ、09年、同主任に就任。11年、同課長就任。ラーブヌイの項では「ピエールヴィ＝Z＝ヴィェーシィ」を参照のこと。
デニス・ヴァイカート (Dennis Vicarth)
- 登場作品：『3rd』
- 年齢：35歳(2112年時)
- 国籍：U.S.N.
- 身体：180cm・75kg ♂
- 身分：FIAエージェント
- 初期搭乗WAP：レクソンM4F

FIA西部/太平洋方面課主任。性格は実直かつ仕事第一主義なため友人は少ない。航空機とヴァンツァーのライセンスを所持。
華蓮団とのコネクションを持っており、大漢中での作戦に大いに尽力した。
ジョー・ペイカー (Joe Paker)
- 登場作品：『3rd』

FIA第6847特殊部隊「パープルヘイズ」隊長。音楽をこよなく愛し、リズムでWAPを操縦すると言い放つ陽気な人物。
シンディー・ペザント (Cindy Peasant)
- 登場作品：『3rd』

パープルヘイズ副隊長。柔道2段。男勝りの女傑である。
ガストール・マーザ (Gastor Mersa)
- 登場作品：『3rd』

パープルヘイズ隊員。博士号を持つ、インテリ軍人。
マーカス・アレン (US版：Marcus Armstrong)
- 登場作品：『3rd』『BOM』
- 年齢：43歳(2112年時)
- 国籍：U.S.N.
- 身体：185cm・82kg ♂
- 身分：USN軍第94機動第3中隊隊長。階級は大尉。
- 初期搭乗WAP：グラップルM1

かなり豪快な人物で、ノリと勢いで作戦を指揮するタイプだが、任務達成率は高い。第2次ハフマン紛争に従軍経験もあり、『BOM』にも登場している。ただし、愛国心や正義感から軍務を優先するあまり家族サービスが疎かになり、結果妻とは別居中。また、2人の娘（双子）がいる。

### その他
ブルーノ・ディアズ （Bruno Diaz）
- 登場作品：『4th』

2096年時のUSNベネズエラ州知事。マフィアなどの裏社会と深いつながりを持つ男で、中央政府の後ろ盾を得、現在の地位に着く。州民を弾圧することによって、巨万の富を築くが、その隠し財産の保守をきっかけに中央政府に反発、2096年の一連の騒乱の一環である独立騒動を引き起こす。その際、ザーフトラに部隊を派遣してもらう見返りとして2500万ドル相当の金塊を輸送するが、輸送機がU.S.N.空軍機に撃墜され、墜落地点からダリル達の手により横取りされてしまう。最終的には公正ベネズエラに政権を明け渡すこととなる。
ロラン・コノリー
- 登場作品：PSおよびDS版『1ST』

U.S.N.軍少尉。フリーダム防衛戦の後、民間人及び地獄の壁のゲッタらと共に脱出を図る。その際追い詰められるもリンクス小隊に救出され、ベルチカに移送される。だが、その場にOCUによる奇襲が行われる。その対処のため、偶然来ていたニルバーナのギルモアから試験段階の90式を借り受け奮闘するも、機体の暴走に巻き込まれ死亡。
パトリシア・スタンリー
- 登場作品：PSおよびDS版『1ST』

陸軍情報省調査部所属。グリーンフィールド少尉に接触し、U.S.N.側（ウィンガー准将）からBD計画の暴露に尽力した。

## ザーフトラ共和国
ドリスコル (Driscoll)
声 - 池田秀一（LORD of VERMILION III）
- 登場作品：『1ST』
- 年齢：28歳(2090年時)
- 国籍：？
- 身体：183cm・77kg ♂
- 身分：「ニルバーナ機関」所属部隊長、U.S.N.陸軍大尉。
- 搭乗WAP：レイブン、ミール・オルレン

ニルバーナ機関の運用、管理を任されていた。秘匿機関の性質上、三階級上の権限を持っていたと言するが、そこに至るまでの彼の経歴には未だに謎が多い。祖国への忠誠心は厚いが、目的達成のためならどんな卑劣な手段だろうといとわない。また、高度な頭脳を持ち、死に対して心動かされることの無い冷酷さも兼ね揃えている。
搭乗機体はB型デバイス搭載の大型ヴァンツァー・レイブンで、自身がテストパイロットを兼任していたと思われる。
紛争終結後、ハフマンの魂と合流したキャニオンクロウとラーカス事件の現場で交戦。その場でカレンは既にBDへと換装された状態であり、自身の機体に搭載した事を明かした。が、直後彼らに撃破されて重傷を負う。治療を施されるもののマリアの裏切りにより生命維持装置を外され、本人の前もっての希望かは不明だが、ロングリバース島にてS型デバイスへの換装が行われる。換装後、同島地下施設にてキャニオンクロウらと交戦し、死亡。
アニーツカ・イワノヴナ・アレクサンドロフ (Anizka Ivanovna Aleksandrov)
- 登場作品：『4th』
- 年齢：22歳(2096年時)
- 国籍：ザーフトラ共和国
- 身体：163cm・50kg ♀
- 身分：ザーフトラ軍特殊部隊隊長、ザーフトラ陸軍大佐。
- 搭乗WAP：ジウーク、バガモールI

ベネズエラ独立紛争にあたり、ザーフトラから派遣された部隊の指揮官。短気で高慢な性格で、部下を怒鳴りつけることも多い。
作中では指揮官としてより、自ら前線に立つことを好む戦闘狂としての顔の方を見ることが多い。
軍記録に情報が存在しない謎の人物で、22歳という異常な年齢で大佐の地位にいる理由はもって不明である。確定した個人情報はヴェルシーキ近郊の出身であり、両親は公務員であるとの2点のみ。
18歳の時には既に特殊部隊の副官を務めており、階級は中尉。不可解な事にこの直後隊長が死亡し、隊長に就任している。この際、少佐に昇格。

マキシム・トロアディエヴ・バビロフ (Maksim Troadiev Vavilov)
- 登場作品：『4th』
- 身分：ザーフトラ軍特殊部隊所属、ザーフトラ陸軍少佐。
- 搭乗WAP：ヴィーザフ

イワノヴナの忠実な副官であり、兵士としての能力は彼女も認めるところである。
ヴァスコ・ルイーコフ・ゼーマン (Vasko Lukhov Zeman)
- 登場作品：『4th』
- 身分：空挺部隊隊長、ザーフトラ陸軍中佐。
- 搭乗WAP：スヴィーニッツ

正規軍所属ではあるが、実際はイワノヴナの権限の元動かされており、実際の裁量は小さい。なお、バビロフ以上に理不尽な罵声を受け続けている彼の年齢はイワノヴナはおろか、バビロフより上。
アイシャ(Aisha)
- 登場作品：『2089』
- 年齢：18歳(2089年時)
- 国籍：ザーフトラ共和国
- 身体：♀
- 身分：元ヴァンパイアズ所属研究員
- 搭乗WAP:轟砦RS型

わずか14歳で4つの博士号を取得した天才少女。ヴァンパイアズから脳死蘇生の研究で力を貸して欲しいと頼まれ協力していたが、PSプランについては全く知らされていなかった。
壊滅後、B組織の手から逃れるために空港で献体資料写真に載っていたオッドアイに助けを求め、ストーム隊はB組織との戦いへと移ることとなる。
彼女も後にCISUに身を寄せ、特殊部隊デルタに移籍することとなる。

## 大漢中人民共和国
ミン・ホアンジュ（明 黄珠）
- 登場作品：『3rd』

大漢中人民共和国国家主席次官。2104年に搭乗していた政府専用機が墜落。同乗していた家族もろとも死亡した。
ジエ・ボリアオ（介 博了）
- 登場作品：『3rd』

2112年時の国家主席。民主化運動を弾圧し、時代逆行的な社会主義政策をとる。

### 大漢中軍
リュウ ハイフォン（劉 海峰） (Liu Hei Fong)
- 登場作品：『3rd』
- 年齢：32歳(2112年時)
- 国籍：大漢中人民共和国
- 身体：175cm・80kg ♂
- 身分：大漢中人民共和国軍中尉(情報部所属)。国家主席直属エージェント。
- 初期搭乗WAP：上帝1型

謎に包まれたエージェント。性格は義理堅く、ある意味愚直ともとれる。最初に製造されたリアルナンバーの個体で、能力はRN中最高。バールに盲目的といえるほどの忠誠を誓っており、彼に害なすものには容赦しない。

#### 常強軍
Changli Army 
キム・ウィウェン
- 登場作品：『3rd』

大漢中人民共和国軍司令。コネだけで出世してきた。
シア・ズウェン
- 登場作品：『3rd』

常強軍軍長。自らの能力を高く評価し、傭兵を信用していない。
ハン・ワンダオ
- 登場作品：『3rd』

基隆基地司令、台湾方面を担当。自身の出世しか頭にない貪欲な性格であり、司令の地位にいるだけの能力も無いため、部下からの評判は悪い。リュウの事を一方的に嫌っている。
コウ
- 登場作品：『3rd』

万安補給基地司令。
シュイ・シュアン
- 登場作品：『3rd』

緊急展開軍軍長、武漢補給基地軍長。リィとは旧知の仲。正義感あふれる性格だが融通が利かないらしい。
ツァオ・リンアル
- 登場作品：『3rd』

父が政治家であり、そのつながりで機動兵器に搭乗していた。
スン・ウェイチョン
- 登場作品：『3rd』

増援として南京へ向かう際にエマ達と交戦する。

#### 快速反応部隊
Rapid Reaction Force 
ジュ・リエイン
- 登場作品：『3rd』

快速反応部隊隊長。
リィ・ジャンメイ（李 占梅） (Li Xiang Mei)
- 登場作品：『3rd』
- 年齢：43歳(2112年時)
- 国籍：大漢中人民共和国
- 身体：170cm・83kg ♂
- 身分：快速反応部隊元隊員
- 初期搭乗WAP：ゲイティ

エマ編にのみ登場。ある作戦行動中、自分の村を焼き払ってしまい、家族や友人を失い途方に暮れ軍を退役。以後、単身で各地を回り圧制に苦しむ人々を救っている。快速反応部隊は10年前、ジエ国家副主席（当時）の指令である種の汚れた仕事を行っていたのだが、彼はその作戦にも参加している。
顔のモデルはブルース・リーから。
ラン・ショウホア（藍 寿華） (Lan Xiao Hua)
- 登場作品：『3rd』
- 年齢：34歳(2112年時)
- 国籍：大漢中人民共和国
- 身体：182cm・63kg ♀
- 身分：快速反応部隊副長。
- 初期搭乗WAP：鉄騎4型

過去、反政府組織の戦闘に巻き込まれ、夫と子供を失う。その復讐のため軍に入隊した。無駄を嫌い、任務遂行を第一に考えるためジュ隊長の信頼も厚かった。プライベートではロマンチストで、時に憂うような瞳を見せる。

### 華蓮団
Hua Lian Rebels 
大漢中最大の反政府組織。主に華南地域に支持基盤を持ち、U.S.N.等から支援を受けている。
ミン・コォワン
- 登場作品：『3rd』

大漢中人民共和国国家主席次官ミン・ホアンジュを父に持つ。
ホアン・モッグション（黄 漠順）
- 登場作品：『3rd』

団長。白政権下では副主席にまで登りつめるが、ジエの主席着任に伴い政府を追われる。華蓮団の団長としてのリーダーシップは誰もが認めるところだが、実質的な指揮は白派として介に退けられた李王桂陸軍准将とその親衛隊がとっているという情報もあるので、実際の彼の役割には疑問符が付く。
ルオ・チェン（羅 陳）
- 登場作品：『3rd』

副団長。情報分析、事務業務担当。広州本部詰め。25歳。
チャン・ヨウニン（張 永年）
- 登場作品：『3rd』

福州支部長。各地の支部を纏める華蓮団の要でもある。37歳。
ユエ・ユイジャン（岳 字江）
- 登場作品：『3rd』

桂林支部長、名誉戦闘顧問。数々の壮大な伝説を持つが、それがどこまで本当のことかは不明。作中に登場する合成写真の元ネタは『機動武闘伝Gガンダム』らしい。71歳。
ジュウン・ソンヤン（朱元 宋洋）
- 登場作品：『3rd』

華蓮団第一軍軍長。工作部隊隊長であり、元は常強軍工兵師団の師団長を務めていた。34歳。
リン・チャオホワ（林 抄華）
- 登場作品：『3rd』

父は大漢中軍の高官だが、父の行為に反発し弟と共に華蓮団に入団。21歳。
リン・ウォベン（林 臥奔）
- 登場作品：『3rd』

チャオホワの弟。ホアンに能力を認められ、輸送部隊を一手に仕切る。17歳。
ゲーム中のステータスでは姓がタンになっている。
ジョウ・リェンホワ（周 連花）
- 登場作品：『3rd』

華蓮団第二軍軍長。空中輸送を一手に仕切る。元は常強軍空挺部隊の隊長。
スゥ・シエセン
- 登場作品：『3rd』

リェンホワの部下。やや気の弱い面が見られる。

### その他
ウェイ・チェンイ
- 登場作品：『3rd』

ジャーナリスト。デニスとは学生時代からの間柄。イマジナリーナンバーに関する情報を「特ダネ」として追っており、その関係でデニスと再会する。
ジュン・シリアン
- 登場作品：『3rd』

哮天雷関設計主任補佐。機密保持のため要塞建造に関わった技術者はすべて抹殺されたが、彼は唯一生き残った。主任の娘であるメイリンという恋人がいる。
ソン・グァンレイ
- 登場作品：『3rd』

無錫で自動車修理工を営むU.S.N.の工作員。エマ編ではホセ(リィ)と再会するも殺害された。アリサ編ではルカーヴの差し金で殺害された。
ランフォン
- 登場作品：『3rd』

グァンレイの娘。父が殺害された後は華蓮団に身を寄せる。
タン・リシアン
- 登場作品：『3rd』

鎮遠に居住。国家主席次官の搭乗した専用機が墜落した際、同乗していた子を救助。以後、姉代わりとなって彼を育ててきた。
ウェン・シャンザイ
- 登場作品：『3rd』

上海を中心に活動するスペンダー。デニスとルドルフの2人と交友を持っていたが、その仲は芳しくない。

## ラーブヌイ共和国
バール・ゴルボフスキィ
- 登場作品：『3rd』

大漢中人民共和国駐在大使。88年にオルシャ国営科学研究所所長となるが、2110年、研究失敗の責任をとり辞任。現在の地位に至る。本国からの信頼度は高くなく、むしろ警戒の対象である。また、研究成果の私物化も見受けられる。ルカーヴに裏切られる。

### イマジナリーナンバー
Imaginary Number
ピエールヴィ＝Z＝ヴィェーシィ
- 登場作品：『3rd』

2084年、ラーブヌイでイマジナリーナンバー第1号にして製造される。後に製造されたINを圧倒する最高の能力と安定した精神を持つと謳われるが、後に精神障害が認められ、ゴルボフスキィはこれを処分したとある。
エミール・クラムスコイ(声：久川綾) (US版：Emir Klamsky)
- 登場作品：『3rd』

2090年、オルシャ研究所製。アリシアーナとは造られた材料を同じとする“姉妹”。それ以降はU.S.N.の欄を参照のこと。
アリシアーナ・クラムスコイ (US版：Aliciana Klamsky)
- 登場作品：『3rd』

2093年、オルシャ研究所製。クラムスコイ夫妻はエミールを連れ亡命を試みるのだが、アリシアーナに関しては、その直前に友人の手を借りて単身亡命させた。それ以降は日本国防軍の欄を参照のこと。
セロフ・ウォーレン (Serov Wallen)
- 登場作品：『3rd』

O.C.U.陸防軍技術研究所第1特兵開発部第2部長。INとしての完成度は大して高くなかったようである。肉体的な異常は無いものの軽度のパラノイア系精神疾患を抱え、投薬治療を受けている。よって、接触には注意が求められる。
イヴァン・ラーザレフ (Ivan Larzalev)
- 登場作品：『3rd』

イマジナリーナンバーとしての完成度が高く安定していた優秀な個体。上海研究所から脱走後、機密書類の持ち出しが認められ、危険視される。後に処分（殺害）されるが、和輝達と出会い、彼らに重大な事実を伝える。
アンソニー・パーキンス(ノーマン・ベイツ)
- 登場作品：『3rd』

2111年3月、U.S.N.での調査任務中に行方不明。ヴァージニア連続殺人事件（総数17件、犠牲者23名、行方不明者を含めると更に膨れ上がる）の容疑者ノーマン・ベイツとしてFBIに逮捕される。逮捕時の精神状態は完全に破綻していたものの知能は優秀で、取調べ時には、13以上の言語を組み合わせた会話を行っていた。
ノーマン・ベイツとはUSNのマスコミがつけた俗称。
ロザヴィア＝グレーフェ (US版：Rosavia Gray)
- 登場作品：『3rd』

戦闘部隊所属。全IN中、最も感情に乏しいらしい。
アンジオール＝ボグダーノフ (US版：Jared Bogandof)
- 登場作品：『3rd』

戦闘部隊所属。ロザヴィアと並ぶルカーヴ直属の部下。
ゲーム中ではジオールという名である。
グルーブ・プローブヌイ
- 登場作品：『3rd』
- 搭乗WAP：奇兵0型（エマ編）、瞬王1型（アリサ編）

戦闘部隊所属。

## ルテニア共和国

### ノヴォスラヴァの生存者とその関係者
ミハイル・アレクサンドロヴィチ・シュヴァーロフ
- 登場作品：『LA』

ルテニア陸軍第二機動小隊所属のヴァンツァーパイロットで、階級は二等軍曹。
オリガ・セルゲーヴナ・カリーニナ
- 登場作品：『LA』

ノヴォスラヴァ市警察の警察官で、階級は巡査長。
レオニード・フョードロヴィチ・オステルマン
- 登場作品：『LA』

死刑判決を受けて投獄中の囚人で、囚人番号は「死刑囚D105」。
ルスラン・アルセーニエヴィチ・イズマイロフ
- 登場作品：『LA』

ノヴォスラヴァ解放運動グループ「NGFP」の設立者にしてリーダーであった人物。解放運動末期に何者かによって暗殺され、グループ幹部のレオニードによる仕業とされたのだが、その2年後に戦場と化したノヴォスラヴァ市内に突如として姿を現す。
ソフィア・グリゴーリエヴナ・アレクセエヴァ
- 登場作品：『LA』

ノヴォスラヴァ解放運動グループ「NGFP」の元メンバーで、ルスランの秘書役であった人物。しかし現在は悪化する治安と経済の影響を受けて、苦しい生活を強いられている。
ユリア・パヴロヴナ・スミルノワ
- 登場作品：『LA』

オリガと遭遇した少女。なぜか異常なまでに脅えており、彼女を保護しようとするオリガにも警戒心を向けている。

### その他
アレクサンドル・ユリエヴィッチ・オギエンコ
- 登場作品：『LA』

ルテニア陸軍第二機動小隊隊長で、階級は曹長。ミハイルの上官。
パーヴェル・イヴァノヴィチ・ラヴロフ
- 登場作品：『LA』

老医師で、オリガが捜査中のノヴォスラヴァ各地で頻発している行方不明事件の重要参考人とされている人物。郊外のスラム地区の丘にある廃病院を根城に、行方不明となった若い女性達を集めているという容疑があったが、実際にはアンドレイの意向を受けて問題の女性達を引き渡していた。しかし、ガルモーニヤ軍によるノヴォスラヴァの侵攻に際しては既にアンドレイからは利用価値が無いと見なされており、彼の手で射殺された。

## ガルモーニヤ共和国
イヴァン・ニコラエヴィチ・ザイツェフ
- 登場作品：『LA』

ミハイルが遭遇した、ガルモーニヤ軍の指揮官。しかし、「ノヴォスラヴァの生存者は全て射殺せよ」と命令され、遂行しているガルモーニヤ軍の将兵とは様子が異なる。
アンドレイ・ルキヤノヴィチ・ボロディン
- 登場作品：『LA』

ガルモーニヤ陸軍士官で、階級は少佐。また、オリガがガルモーニヤの軍人であった当時の上官であり、彼女が除隊した時点での階級は大尉。

## E.C.
ライオネル・ノランド
- 登場作品：『4th』

2096年時のE.C.イギリス首相。理想主義が強く一部官僚、政治家とは折り合いが悪いが、若者を中心とし支持は高い。娘が1人いる。
セシル・アリソン
- 登場作品：『4th』

2096年時のE.C.イギリス国務省政務次官。各国の官僚や政治家と親交が深く、特に外交や国防に明るい。次期首相の呼び声も高いが、本人にその気は無いらしい。未婚。
ジェラルド・テルフォード
- 登場作品：『4th』

イギリス陸軍大佐、第一空挺団団長。ジードの旧友。
レーメル (Rehmer)
- 登場作品：『4th』

ポーランド陸軍中佐。新資源地帯警備担当。
バウアー
- 登場作品：『4th』

ドイツ陸軍大尉。憲兵隊所属。

### E.C.陸上新戦術研究機関“デュランダル”
Armor Tactics Research Corps. Durandal
エルザ・エリアーヌ (Elsa Eliane)
- 登場作品：『4th』
- 年齢：22歳（2096年時）
- 国籍：E.C.フランス
- 身体：168cm・52kg ♀
- 身分：「デュランダル」新入隊員（コールサイン:アロー6）。元フランス陸軍曹長。
- WAPコード：Verseau（水瓶座）
- 初期搭乗WAP：ゼニス

『4th』E.C.側主人公。素直で明るい性格で、まだ若いため道義にはうるさいが、正義感が強い。
機械工学分野には疎かったが、元々志願入隊から一年でWAPパイロットに転向するだけの実力もあり、その腕を買われて入隊する。ただし、従軍時の実戦経験はない。未婚。
彼女の家族は全員軍人か軍属で彼女が軍に入ったのはそのことが大きい。小説版によると、WAPパイロットを目指したのは、他の部隊よりも実戦の機会が高く、なおかつ安全であった（WAPパイロットは生存率が高い）ため。
当時、フランス軍のWAP部隊は貧弱で、WAPを使用した戦術も熟成されていなかったため、上司に「デュランダル」への編入を勧められ、これを快諾して入隊した。フランス軍としては、彼女がより多くの戦術をデュランダルで身につけ、WAPのエキスパートとして戻ってくることを期待している。
ジード・エルガー (Zead Elger)
- 登場作品：『4th』
- 年齢：45歳（2096年時）
- 国籍：E.C.イギリス
- 身体：180cm・87kg ♂
- 身分：「デュランダル」隊員（コールサイン:ファーザー1）。元イギリス軍中佐。
- WAPコード：Squire（従者）
- 初期搭乗WAP：ワイルドゴート

「デュランダル」の事実上のリーダー。メンバーにとっては公私共に渡る父親的存在としてもなくてはならない存在である。自分に厳しい性格だが、他者には丁重に接し、同僚にそれを押し付けることは無い。
過去にグレーザー率いるドイツ陸軍部隊と共同で対テロ作戦を実行するも、グレーザーの強引な鎮圧により、部下を失った経歴を持つ。アリソン次官とはその時からの付き合い。
ハーミーズ・スタージェス (Hermes Sturges)
- 登場作品：『4th』
- 年齢：20歳（2096年時）
- 国籍：U.S.N.
- 身体：170cm・65kg ♂
- 身分：「デュランダル」隊員（コールサイン:ファーザー2）
- WAPコード：Charon
- 初期搭乗WAP：ギザ

いつも積極的かつ陽気な性格だが、議論に熱くなると子供っぽくなってしまう。従軍歴は無いが、飛び級で大学を卒業後、民間企業へ就職するが、その後イギリスへ渡り「デュランダル」へスカウトされる。電算技術にかけては天才的で、高いハッキング技術を持ち、シミュレーションプログラムも独自に開発した。父はU.S.N.政府官僚（小説版によると伯父はU.S.N.国務長官）。小説版では、リンクシステムの開発も行った。
ラトーナ・ラディオーナ・ヴァシレフ (Latona Radiona Vasilev)
- 登場作品：『4th』
- 年齢：28歳（2096年時）
- 国籍：ザーフトラ共和国
- 身体：173cm・60kg ♀
- 身分：「デュランダル」隊員（コールサイン:アロー2）。元ザーフトラ共和国軍中尉。
- WAPコード：Koroleva（女王）
- 初期搭乗WAP：ストークMk.IV

自分にも他人にも厳しく、他者に軽蔑されることを嫌う性格。軍生活が長かったためか口調や仕草は男っぽい。
元はデュランダル発足時にザーフトラ共和国から派遣されたWAPパイロットだったが、サカタインダストリィ事件発覚により、祖国への信頼を失い、退役。叔父セルゲイはウクライナのニコラエフ市で貿易商を営んでいる。
ディーター・ボッシュ (Dieter Bosch)
- 登場作品：『4th』
- 年齢：34歳（2096年時）
- 国籍：E.C.ドイツ
- 身体：175cm・76kg ♂
- 身分：「デュランダル」隊員（コールサイン:アロー3）。元ドイツ軍中尉。
- WAPコード：Nachtauge（夜目・暗視）
- 初期搭乗WAP：タトゥー

ドイツ軍出身で、ヴァグナー少佐とは士官学校の同期。作戦立案能力が高く評価され将来を嘱望されていたが、官僚的な権力争いに疑問を感じ、出世に無関心な態度をとり続けた。呑気な性格はその現れである。戦闘においても前面に出るのではなく、支援に回るタイプで、周囲にはおとなしい印象を与える。電算技術に関してもハーミーズ程ではないが、高い技術を有する。
ベック・カノーヴァ (Beck Canova)
- 登場作品：『4th』
- 年齢：30歳（2096年時）
- 国籍：E.C.イタリア
- 身体：178cm・79kg ♂
- 身分：「デュランダル」隊員（コールサイン:アロー4）。
- WAPコード：Prodezza（功績）
- 初期搭乗WAP：ゼルト

元プロサッカー選手で怪我で引退後、一時苦悩した時期もあったが一念発起。大学で人間工学と生理学を学び、医療研究部の助手として採用される。その後、自ら希望し戦術部に転属。軍務経験が全く無いので軍人出身の隊員とはソリが合わないことも多いが、イタリア人らしい陽気さで隊を和ませる。
ロバート (Robert)
- 登場作品：『4th』

輸送機パイロット。元イギリス空軍出身であり、デュランダルには給料の良さに惹かれ応募したことをきっかけに採用される。腕は一流で、取り回しに苦労する大型輸送機でU.S.N.海軍の迎撃ミサイルをすり抜けながら、WAPの空中投下が出来るほど。FM5ではこの際の活躍が曲解され、U.S.N軍で一時期「ウチの艦隊にカミカゼアタックを仕掛けてきた隊がいた。デュランダルとはとんでもない戦術を研究する機関らしい」という噂が流れた。

### ドイツ軍特殊部隊“ブラウネーベル”
Blauer Nebel
ロルフ・ヴァグナー (Rolf Wagnar)
- 登場作品：『4th』
- 年齢：28歳(2096年時)
- 国籍：E.C.ドイツ
- 身体：180cm・74kg ♂
- 身分：ドイツ軍特殊部隊ブラウネーベル隊長、陸軍少佐。
- 搭乗WAP：ゲパルトアハト（ノイン）

常に沈着冷静で、感情を表に出さない。軍人として、任務を着実に遂行するため周りからの評価は高い。遺伝的疾患として虹彩異常を指摘されている。当事国であるドイツの立場から、基地襲撃事件調査を行った。
その正体はザーフトラの潜入工作スパイ。若い頃からドイツに送られ、グレーザーとザーフトラの仲介をしていたようである。愛国心はないと自称しているが、ブラウネーベルを率いてデュランダルに最期の戦いを挑んだ際に、実際には愛国心があったことをエルザから指摘された。
ドランツ (Drantz)
- 登場作品：『4th』
- 搭乗WAP:イーゲルアインスH、イーゲルゼクスHS

ドイツ陸軍大尉。ヴァグナーの副官で彼に心酔している。
ニクラス・グレーザー (Niklas Glaeser)
- 登場作品：『4th』
- 年齢：50歳(2096年時)
- 国籍：E.C.ドイツ
- 身体：175cm・75kg ♂
- 身分：ブラウネーベル司令官。ドイツ陸軍准将。
- 搭乗WAP：スヴィーニッツ

2096年のドイツ基地襲撃事件調査責任者。一兵卒からの叩き上げで准将にまで上り詰めた筋金入りの軍人で、他の無能な将官たちのことを苦々しく思っている。彼自身、現状のE.C.の国防に不満を抱いており、ザーフトラと結託してE.C.を混乱に陥れたが、一連の作戦で自分の指揮能力を発揮することに陶酔、自分自身の戦略能力を十分にいかせる環境こそが全てとなってしまった。最後はデュランダルの猛攻の前に敗北、その直後に自爆したかと思われたが、後に生存していたことが判明する。

### E.C.対テロ作戦実行部隊“ツェルベルスガード”
アフリカ紛争時、紛争当事国の内情を調査、監視する目的で派遣され、UNASに駐留。また各国にEC製兵器を供与するという役も担う。後にゼルマンの私兵的性格を強める。名の由来はギリシャ神話の冥府の番犬「ケルベロス」から。
グスタフ・ゼルマン (Gustav Serman)
- 登場作品：『FA』
- 搭乗WAP:ウラガン

ツェルベルスガードの実質的な指揮官。過去の戦闘で両足を失い、アクチュエーター技術を応用した義足を着用している。
アフリカ紛争期には本国に極秘でプラントを建造し、大量の難民労働者とザーフトラからのエンジニアを抱え込んで製造したWAWを安価でばら撒くなど紛争の長期化の原因となっていた。
グラース・Z・ニューマーク
- 登場作品：『FA』
- 搭乗WAP:黒シケイダ

ツェルベルスガード・リーダー。その名から「伯爵」と呼ばれている。
由来はSF作家ウィリアム・ギブスンの「カウント・ゼロ」の主人公の本名「ボビイ・ニューマーク」から。
スピンガーン (Spingarn)
- 登場作品：『FA』
- 搭乗WAP:黒シケイダ

ツェルベルスガード所属。反射神経と射撃能力に優れる。軽い口調が特徴。
キルボーン (Kilborne)
- 登場作品：『FA』
- 搭乗WAP:黒シケイダ

ツェルベルスガード所属。直感に優れる。また台詞は一言ずつしか言わない。

## アフリカ統合機構

### UNAS
ムハンマド・ジェバール
- 登場作品：『FA』

UNAS統合議会議長。彼とエンコモとの会談によりアフリカ紛争は終結する。

### CA

#### ZAINGO
Zaius Independent Government
ザイアス・チャルマンギマ
- 登場作品：『FA』

元CA陸軍大佐。大国の介入を嫌って独立政府の樹立を宣言する。ただし、裏の形であれ他国からの援助は受けていた。SAUSの支援を受けたCA民兵軍により組織壊滅後、逃亡を図るがシンセミアにより殺害される。

### WA

#### ギニアナ
アレクサンドル・ギゼンガ
- 登場作品：『FA』

元WA陸将。クーデターを起こし、大統領の地位に着く。当初は理想的政策を掲げ民衆の支持を得るが、徐々に強権的支配体制を強め、ECからの支援を元に軍事力を強める。後に独立機動攻撃中隊を中心とする支援を受けたWALFの反撃によりギニアナは崩壊。彼はシンセミアの手でUNASへと逃亡するが、シンセミアによって用済みとばかりにサハラに放置され、脱水し死亡する。

#### WALF
West African Liberation Front
ルシアス・エンコモ
- 登場作品：『FA』

元WA大統領。WALFの指導者としてギニアナ打倒を目指す。ギニアナ崩壊後は大統領に再選され、アフリカ統合に中心的役割を果たす。
エイモス・イレオ
- 登場作品：『FA』

元WA陸軍少佐。元々反ギゼンガ派で、空軍将官であった兄をクーデターで失っている。WALFが「戦士の槍」と呼ばれた頃からその中心メンバーであり、ボルヒェルトを加えた彼等3名を戦士の槍と総称する者も多い。クーデター時にエンコモ大統領を救出したのも彼である。後に大佐に昇格。

### SAUS

#### 独立機動攻撃中隊
Independent Mobile Attack Company
イデ・サンゴール(Ide Sangohr)
- 登場作品：『FA』
- 年齢：35歳(1999.3.3-)
- 国籍：SAUS
- 身体：177cm ♂ A型Rh+
- 身分：独立機動攻撃中隊司令官。階級は大佐。

SAUS軍作戦指令情報部所属で、アフリカ紛争時には独立機動攻撃中隊の司令官を務めた。部隊とはO.C.U.の軍事通信衛星を通じてコンタクトを取る。常に厳しく、部下を褒めることは絶対に無い。ただし、彼自身は大国に翻弄されるIMACの現状を内心苦々しく思っており、理不尽な命令を下しながらも情を持っていた。
アール・マッコイ(R[Earl] Mccoy)
- 登場作品：『FA』
- 年齢：24歳(2010.10.20-)
- 国籍：O.C.U.オーストラリア（アフリカ系とアイルランド系のハーフ）
- 身体：181cm ♂ A型Rh+
- 身分：独立機動攻撃中隊隊長（第1小隊長も兼任）。階級は中尉。

『FA』主人公。行動次第で複数の未来が生じる（中隊の活躍により、紛争終結の時期が決まることを指す）。軍の指令でジェイドメタル社のテストパイロット経験がある。紛争終結に多大なる功績を上げ、終結後もまたアフリカのために尽力を続けた。民衆はアフリカへの貢献を称え、彼のことを「リアル・マッコイ（本物）」と呼ぶまでになる。
ブルース・ブレイクウッド(Bruce Breakwood)
- 登場作品：『FA』
- 年齢：25歳(2009.8.17-)
- 国籍：O.C.U.オーストラリア（イギリス系オーストラリア人）
- 身体：188cm ♂ O型Rh+
- 身分：O.C.U.陸防軍少尉。

通称B.B。マッコイとは入隊以来の戦友で、互いの信頼が厚いが、今でも喧嘩をすることもある（なお、頬の傷は2人で喧嘩した時についたもの）。戦後は退役後、結婚。子は『1ST』に登場するウィラス、孫はナタリー。
ダル・ファーフィー(Dal Furphy)
- 登場作品：『FA』
- 年齢：22歳(2012.3.15-)
- 国籍：O.C.U.オーストラリア
- 身体：178cm ♂ A型Rh+
- 身分：O.C.U.陸防軍准尉。

ジェイドメタル社のエンジニアでアフリカ紛争時は実戦データを得るため、メンテナンス兼務で自ら作戦行動を行う。紛争中期に戦死（シナリオ1もしくは2に進むことで回避可能）。マッコイのことが気になっている。なお、タチ希望らしい。
ユージン・ボルヒェルト（独語読み：オイゲン・ボルヒェルト）(Eugene Borchert)
- 登場作品：『FA』
- 年齢：30歳(2004.10.11-)
- 身体：♂

元はWALFの中心メンバー。ファーフィー准尉の殉職を受け、また友人であるエイモス・イレオの紹介もあって、独立機動攻撃中隊第1小隊に参加。その戦いぶりは“雷神シャンゴ”と民衆に称えられるほど（由来は鹵獲したWAWで敵を倒すその戦いぶりから）。機械に対する愛情が深く、また知識も豊富。実はWAPの父ランドルト博士の子で本名はミハエル・ランドルト。父の敵であるシンセミアを追うことも参加した理由の一つであった。後にロボット工学の教授として招聘された縁もあり、ヤギサワ重工社長令嬢と結婚、入社する。彼の説得もあってヤギサワ重工は軍需産業から撤退する。
ピーター・リキン
- 登場作品：『FA』
- 年齢：28歳(2006.8.21-)
- 国籍：（アフリカ人）
- 身体：185cm ♂ B型Rh+
- 身分：独立機動攻撃中隊第2小隊隊長。SAUS軍少尉。

アフリカ初のWAWパイロット。軍人然とした生真面目な性格だが、トラブルメーカーであるオノサイのお守りをベニサドに丸投げしている。戦後は軍に復帰。
マンリー・ベニサド
- 登場作品：『FA』
- 年齢：24歳(2009.1.5-)
- 国籍：（アフリカ人）
- 身体：176cm ♂ A型Rh+
- 身分：IMAC第2小隊所属。SAUS軍曹長。

第2小隊の実質的な指揮官。昔はかなりの不良であったらしい。戦後は軍に復帰。
ジョー・オノサイ
- 登場作品：『FA』
- 年齢：24歳(2009.1.1-)
- 国籍：（西サモア系アフリカ移民）
- 身体：180cm ♂ O型Rh+
- 身分：IMAC第2小隊所属。SAUS軍伍長。

非常に血気盛んかつ、豪快かつ、言動に問題があり過ぎる男で、中隊のムードメーカー。謎のコネクションを持ち、武器商人バッタール商会を連れて来た。
普段はその言動などから間抜けに見えるが、戦闘で破壊された民家を見て心を痛めるなど思慮深い一面もある。戦後は軍に復帰。
ノーマン・ライツ(Norman Reitz)
- 登場作品：『FA』
- 年齢：31歳(2003.4.1-)
- 国籍：（アフリカ人）
- 身体：174cm ♂ B型Rh+
- 身分：第3小隊長。SAUS軍少尉

戦闘中だろうと喧嘩を始める血の気の多い部隊員2人に日々胃を痛める隊長。戦後は胃癌になってしまう。
ブラハム・マグナッソン
- 登場作品：『FA』
- 年齢：19歳(2015.8.17-)
- 国籍：（北欧系アフリカ移民）
- 身体：190cm ♂ A型Rh+
- 身分：IMAC第3小隊所属。SAUS軍軍曹。

直情的な性格で、バスターナックとは犬猿の仲。実家はコペンハーゲンで宿屋をやっている。愛称「マグナス」。
マックス・バスターナック
- 登場作品：『FA』
- 年齢：18歳(2016.2.29-)
- 国籍：（ポーランド系アメリカ人アフリカ移民）
- 身体：186cm ♂ A型Rh+
- 身分：IMAC第3小隊所属。SAUS軍伍長。

マグナッソンをライバル視しており、犬猿の仲。ただ、二人とも同じ軍人としてマッコイとブルースに憧れる気持ちは一緒である。戦後はマグナッソンと同じく軍に戻る。
チャミリ・フィリシター(Chameli Firishtah)
- 登場作品：『FA』
- 年齢：20歳(2014.5.16-)
- 国籍：（インド系アフリカ人）
- 身体：169cm O型Rh+
- 身分：後方支援部隊小隊長。SAUS軍少尉。

主に第1小隊の支援を担当。料理は苦手だが、機械には強い。実は性転換した元男性。戦後は日本に渡り、クラブ経営を始めた。
オットー・ボギナール
- 登場作品：『FA』
- 年齢：34歳(2000.4.3-)
- 国籍：（アフリカ人）
- 身体：171cm ♂ AB型Rh+
- 身分：後方支援部隊所属。SAUS軍曹長。

第2小隊の支援を担当。元調理師で料理が上手い。実はマゾだが、その設定が作中で活かされることはなかった。
ヴィオラ・キシュ
- 登場作品：『FA』
- 年齢：19歳(2015.6.23-)
- 国籍：（アフリカ人）
- 身体：175cm ♂ B型Rh+
- 身分：後方支援部隊所属。SAUS軍軍曹。

第3小隊の後方支援を担当。躁鬱症を患っており、対人コミュニケーションが不得手。戦後はアンフェタミンの横流しで逮捕される。
バッタール商会
- 登場作品：『FA』

オノサイの紹介で中盤から登場した謎の闇商人。支給品だけでは装備が不足しがちな中隊にとって良き味方である。その正体はO.C.U.軍退役中将でサンゴール大佐も良く知る人物である。なお、彼の取り扱っている製品の中にはO.C.U.陸防軍兵器開発局のものも含む。

## 反政府組織系

### ハフマンの魂
Spirits of Huffman
ゲンツ・ヴィーザー
- 登場作品：『1ST』
- 年齢：39歳(2090年時)
- 国籍：？
- 身体：186cm・77kg ♂
- 身分：ハフマンの魂首領
- WAPコード：Richter（ドイツ語で裁判官）
- 初期搭乗WAP：フリューゲル

ハフマンの魂のリーダー。普段はマスクを被っており、素顔を知るものは少ない。その素性は知れないが、正義感の強い人物。エンディングではそのマスクを外すがシルエットのため、素顔は不明のままである。
紛争終期の坂田玲二護衛任務とPMOに編入されたキャニオンクロウの最初の任務であるミゼット・ブラウンの捜索任務で遭遇してからは何度か衝突を繰り返すが、フレデリックの仲介と同隊がPMOからの脱退という形で和解、協力する。
なお、その能力や行動力の高さから、ドリスコルも彼に対しては注意を払っていた。また、坂田玲二も彼とハフマンの魂に対して恐怖を抱いている。
紛争終結後もハフマン島に残り、独立のために奮闘している。
戦闘では格闘、射撃、遠距離、回避全てに秀でる。

### 公正ベネズエラ
Alianza de Libertad Venezelana
ルイス・ペレス
- 登場作品：『4th』
- 年齢：20歳(2096年時)
- 国籍：U.S.N.ベネズエラ州
- 身体：173cm・64kg ♂
- 身分：公正ベネズエラリーダー
- WAPコード：Tierra（地球）
- 初期搭乗WAP：ハスキーMk.V

恋人であるイネスと共に貧民層に育つ。10歳の時にサモンドの教えを受け、15歳でゲリラの一員として銃を取った。
20歳という若年にして公正ベネズエラ前リーダーの死亡を受け、新リーダーとなる。正義感の塊のような性格だが、ダリル達が知事の隠し財産を強奪、隠匿していることを知っても咎めないなど組織のリーダーとしての素質も高い。政権交替実現後は党首として、再建に尽力。
イネス・トーレス
- 登場作品：『4th』
- 年齢：20歳(2096年時)
- 国籍：U.S.N.ベネズエラ州
- 身体：165cm・54kg ♀
- 身分：公正ベネズエラメンバー
- WAPコード：Guaria
- 初期搭乗WAP：カーム200

公正ベネズエラリーダー・ルイスの恋人で、メンバー間では紅一点ともいえる。初対面の人間に対してもフランクに話しかける。柔軟な観点から誠実すぎるルイスを諌める。
カール・サモンド
- 登場作品:『4th』
- 年齢：50歳(2096年時)
- 国籍：U.S.N.
- 身体：180cm・102kg ♂
- 身分：教師
- WAPコード：Abominator（憎悪）
- 初期搭乗WAP：ハスキーS

第1次ハフマン紛争時に義勇軍として参戦。多大な功績をあげるも、紛争における惨状を目の当たりにし、銃を捨てることとなる。その後、教師として各地を巡回する。ルイスとイネスも直接の教え子。思想と性格の割にかなり熱くなりやすい面がある。
カルボ
- 登場作品：『4th』

ルイスの兄貴分であり、副官。カラカスにある公正ベネズエラのアジトを仕切っている。
エルモ
- 登場作品：『4th』

15歳で血気盛ん。公正ベネズエラの一員ではあるが、血気にはやる傾向を見て前線に立つことを危険と判断されたため、補給を任されている。

### グリムニル
名の由来は北欧神話の主神オーディンの別称の1つから。活動の拠り所とする思想原理は公式に存在せず、自我を失ったS型被験者を軸にベルナルドが私的な理由で動かしてきたと思われる。
モーガン・ベルナルド（声：銀河万丈） (Morgan Bernardo)
- 登場作品：『5th』
- 年齢：オリジナル・推定41歳(2050-2091)、個体1・推定48歳(2050-2098)、個体2,3・推定62歳(2050-2112)
- 国籍：不明（アイルランド系？）
- 身体：♂
- 身分：グリムニル首領
- 搭乗WAP：鋼天、テラーウルフ、ブルータルウルフ

身長、体重、血液型等のパーソナルデータはもちろん、思想原理さえ謎に包まれたテロリスト。元は脳神経学と臨床の権威でS型デバイスの基礎を作った人物だったが、その研究が祟り、公的な場から追われた。
作中では自己陶酔癖が強い面を多く見せ、不可解な行動を取ることが多かった。
第2次ハフマン紛争中、オリジナルと思しきモーガン・ベルナルドがサカタインダストリィ社と何らかの関係があったと思われる。
モーガン・ベルナルドと呼ばれる個体は第2次ハフマン紛争で失われたが、この時既に人格をデータとして残すことに成功し、並列化した同位体が複数存在する。本人の言葉を借りるならば「死という概念を超越した存在」とも呼べる。
なお、同位体のほとんどがモーガン・ベルナルドと同じ顔をしている点は組織の顔である彼のカリスマ性を活用するがため、整形して用意したものと考えられる。
グレン・デュバル(声：大川透)
- 登場作品：『5th』
- 年齢:(2064.7.23-2112.7.9)
- 国籍:O.C.U.（ハフマン島フリーダム市出身）
- 身体:186cm・82kg ♂
- 身分:グリムニル構成員(2098〜2112年)、S型デバイス(2091年〜2112年)
- 搭乗WAP:グレン専用ゼニス、ブルータルウルフ

モーガンが施したS型デバイス転換手術により、人格を失い、モーガンの右腕として活動してきた。ウォルターの問いに機械的に応答し、親友であるはずのランディを何のためらいもなく殺害するなど、完全に機械に取り込まれたかのように見えたが、左手を握ったり開いたりする彼特有の癖や少年の頃に3人で撮った写真をコクピットから剥がしていないなど、わずかではあるがグレン・デュバルという人間の「個」は残っていたような描写がある。リアクター内で対S型特殊兵器の攻撃を受けたショックで機外に放り出された際、システムから解放されて人格を取り戻し、ウォルターとの再会を果たした。

## 傭兵部隊

### バミア団
バリー
- 登場作品：『FA』

バミア団の長にして最年長者。雇い主に対する忠誠心は高く、面子を潰さないためにも仕事をする。
ミンゴス
- 登場作品：『FA』

バミア団のNo.2。冷静な性格の持ち主。
アンドロー
- 登場作品：『FA』

バミア団のNo.3。短気な部分のある最年少者。

### シンセミア小隊
東欧、北アフリカ、中東などで名を馳せる傭兵チーム。常に三名で行動し、シンボルである交差十字と共に機動戦のスペシャリストとして恐れられた。かつては独自のカスタマイズを施した装甲車や戦闘ヘリを使用していたが、WAW導入後はいち早く適応。アフリカ紛争時は経緯に大きく関わる他、シュネッケに実戦データを提供するなどその後のWAP史に与えた影響は大きい。
彼女達の元ネタはタイムボカンシリーズの悪玉トリオ。また、シンセミア小隊の「シンセミア」は種なし大麻（Sinsemilla）に由来する。大麻は状態や部位によって「リーフ→バッズ→トップ→シンセミア」の順で有効成分のテトラヒドロカンナビノールの含有率が高い。シンセミア隊員のあだ名等が、その上下関係の序列になっている事が解る。
また、彼等の愛機、ベラドンナ、ダチュラ、ディスカラー、クロランタも、それぞれがドラッグ系のキーワードである。
メアリージェーン・デルシャフト（Mary-Jane Delschaft）
- 登場作品：『FA』
- 年齢：32歳(2034年時)
- 国籍：？(ドイツ系)
- 身体：175cm
- 身分：シンセミア小隊隊長
- 搭乗機体：アトローパ改ベラドンナ、ディウゴーニ

「トップ」というコードネームを持つ。将来の夢はお嫁さんらしい。
シンセミア小隊の隊長を務める176センチの長身女性。マッコイとはライバル関係にある。Atropa改Belladonnaという高機動専用機体に乗る。
当作品で唯一の女性キャラクターでもある。
バズレイ・ステビンズ（Bazely Stebbins）
- 登場作品：『FA』
- 年齢：32歳(2034年時)
- 国籍：U.S.N.(ポーランド系アメリカ人)
- 身体：177cm
- 身分：シンセミア小隊副長
- 搭乗機体：ダチュラ改ディスカラー、ディウゴーニ

シンセミア小隊副長兼メカニック。シンセミアの駆るWAWの改造も彼の手によるもの。“死神バッズ”のニックネームを持つ。麻薬中毒者のような狂った言動が特徴で、自他問わず痛みを快感と感じる危険人物。特殊攻撃専用機Datura改Discolorに乗る。
リーベルト・ドワイヤー（Liebert Dwyer）
- 登場作品：『FA』
- 年齢：32歳(2034年時)
- 国籍：O.C.U.(ドイツ系)
- 身体：175cm
- 身分：シンセミア小隊隊員
- 搭乗機体：ダチュラ改クロランタ、ディウゴーニ

シンセミア小隊の最前線を担当。狂暴な性格から狂犬リーフと呼ばれており、戦闘では常に先陣を切る。戦闘狂で知的障害者のような言動が目立つ。強襲専用機体Datura改Chlorantaに乗る。

### ヴァンパイアズ（Vampire's）
サカタインダストリィの私設傭兵部隊。PSプラン実行のために、莫大な資金を背景に腕利きの傭兵が集められたが脅迫によりメンバーとなった者も存在する。優秀な者は「X-○○」といったコードネームが与えられナンバーズと呼ばれる。一部を除き洗脳を施されていないWAPパイロットである。

#### ナンバーズ
ヴァンパイア (フェイスレス)
- 登場作品:
- 年齢:？
- 国籍:？
- 身体:？
- 所属:？
- ナンバー:X-00
- 搭乗機体:XW-Prototype ノスフェラトゥ

バーサーカー
- 登場作品:
- 年齢:？
- 国籍:？
- 身体:？
- 所属:バーサーカー隊
- ナンバー:X-01
- 搭乗機体:？

バハムート
- 登場作品:
- 年齢:？
- 国籍:？
- 身体:？
- 所属:バハムート隊
- ナンバー:X-02
- 搭乗機体:？

ダークナイト (ロイ)
- 登場作品:
- 年齢:？
- 国籍:？
- 身体:？
- 所属:
- ナンバー:X-03
- 搭乗機体:XW-Nアルカード(ダークナイト仕様)

ヴァルキリー (サーナ)
- 登場作品:
- 年齢:？
- 国籍:？
- 身体:？
- 所属:
- ナンバー:X-04
- 搭乗機体:？

ゴーレム
- 登場作品:
- 年齢:？
- 国籍:？
- 身体:？
- 所属:バーサーカー隊
- ナンバー:X-05
- 搭乗機体:？

欧州に弟がいるらしい。『BOM』では大幅に容姿が変更された。
レイブン（ドリスコル）
- 登場作品:
- 所属:ケルベロス隊
- ナンバー:X-06
- 搭乗機体:？

ウィザード
- 登場作品:
- 年齢:？
- 国籍:？
- 身体:？
- 所属:バーサーカー隊
- ナンバー:X-07
- 搭乗機体:？

ヘルハウンド
- 登場作品:
- 年齢:？
- 国籍:？
- 身体:？
- 所属:ケルベロス隊
- ナンバー:X-08
- 搭乗機体:？

キマイラ
- 登場作品:
- 年齢:？
- 国籍:？
- 身体:？
- 所属:バーサーカー隊
- ナンバー:X-09
- 搭乗機体:？

ヒドラ
- 登場作品:
- 年齢:？
- 国籍:？
- 身体:？
- 所属:ケルベロス隊
- ナンバー:X-10
- 搭乗機体:？

ネクロマンサー
- 登場作品:
- 年齢:？
- 国籍:？
- 身体:？
- 所属:魔導士隊
- ナンバー:X-11
- 搭乗機体:？

モンク
- 登場作品:
- 年齢:？
- 国籍:？
- 身体:？
- 所属:
- ナンバー:X-12
- 搭乗機体:XW-N アルカード

チャンプのライバル。
デス
- 登場作品:
- 年齢:？
- 国籍:？
- 身体:？
- 所属:
- ナンバー:X-13
- 搭乗機体:？

ナイトメア
- 登場作品:
- 年齢:？
- 国籍:？
- 身体:？
- 所属:
- ナンバー:X-14
- 搭乗機体:？

シャーマン
- 登場作品:
- 年齢:？
- 国籍:？
- 身体:？
- 所属:魔導士隊
- ナンバー:X-15
- 搭乗機体:？

グリフォン
- 登場作品:
- 年齢:？
- 国籍:？
- 身体:？
- 所属:ケルベロス隊
- ナンバー:X-16
- 搭乗機体:？

マンティコア
- 登場作品:
- 年齢:？
- 国籍:？
- 身体:？
- 所属:
- ナンバー:X-17
- 搭乗機体:？

ドルイド
- 登場作品:
- 年齢:？
- 国籍:？
- 身体:？
- 所属:魔導士隊
- ナンバー:X-18
- 搭乗機体:？

デーモン
- 登場作品:
- 年齢:？
- 国籍:？
- 身体:？
- 所属:
- ナンバー:X-19
- 搭乗機体:？

リッチ（グレッグ）
- 登場作品:
- 年齢:？
- 国籍:？
- 身体:？
- 所属:
- ナンバー:X-20
- 搭乗機体:XW-N アルカード

ヴァンパイアズのリーダー。かつてはストームと共に特殊部隊BATSに所属していた。
イフリート
- 登場作品:
- 年齢:？
- 国籍:？
- 身体:？
- 所属:イフリート隊
- ナンバー:X-21
- 搭乗機体:？

ナンバーズではないがイフリート隊のメンバーはシャイターン、ウコバク、アミー、サラマンダーと火に関連した精霊等の名前である。
ウィッチ
- 登場作品:
- 年齢:？
- 国籍:？
- 身体:？
- 所属:魔導士隊
- ナンバー:X-22
- 搭乗機体:？

ウェアウルフ
- 登場作品:
- 年齢:？
- 国籍:？
- 身体:？
- 所属:
- ナンバー:X-23
- 搭乗機体:？

ドラグーン（ランサー）
- 登場作品:
- 年齢:？
- 国籍:?
- 身体:？
- 所属:O.C.U.陸防軍第1軍機械化師団国境維持部隊→ヴァンパイアズ
- ナンバー:X-24
- 搭乗機体:XW-N アルカード

レインが所属していた前隊の隊長。元々OCUの国境維持部隊の傭兵部隊隊長だったが、2089年初夏、ヴァンパイアズに襲撃され隊員5名と共に拉致された。隊員を人質に取られ、ナンバーズのドラグーンとして任務を強制されていた。
ストーム隊の交戦時、ナンバーズから逃げ出す機会を得たが、WAPから脱出ができずイレーサー作動により爆死。
ドールマスター
- 登場作品:
- 年齢:？
- 国籍:？
- 身体:？
- 所属:
- ナンバー:X-25
- 搭乗機体:？

アルケミスト
- 登場作品:
- 年齢:？
- 国籍:？
- 身体:？
- 所属:
- ナンバー:X-26
- 搭乗機体:？

ゴースト（レイジ）
- 登場作品:
- 年齢:？
- 国籍:？
- 身体:？
- 所属:
- ナンバー:X-27
- 搭乗機体:？

オーガ
- 登場作品:
- 年齢:？
- 国籍:？
- 身体:？
- 所属:
- ナンバー:X-28
- 搭乗機体:？

バーバリアン
- 登場作品:
- 年齢:？
- 国籍:？
- 身体:？
- 所属:
- ナンバー:X-29
- 搭乗機体:？

ウィルム
- 登場作品:
- 年齢:？
- 国籍:？
- 身体:？
- 所属:
- ナンバー:X-30
- 搭乗機体:？

### 呉龍
E.C.系の傭兵部隊で、正式名称は「セントピード」だが、大漢中では「呉龍」の名で呼ばれている。隊長以下、搭乗WAPはE.C.製メーカーである以外に装備は不統一だが、機体塗装は赤に統一されている。
ルドルフ・カイザー
- 登場作品:3rd
- 年齢:40歳(2112年時)
- 国籍:？(ドイツ系？)
- 身体:188cm・70kg ♂
- 身分:セントピード（大漢中名：呉龍）隊長。元EC陸軍少佐。
- 搭乗WAP:グリレゼクス

個性豊かな隊員達を緩くも纏める隊長。歴戦の傭兵らしく金が唯一の友とうそぶく。シビアな戦場においてもジョークを置き忘れることの無い好漢である。
レベッカ・シドンズ
- 登場作品:
- 身分:セントピード副長兼作戦立案担当。
- 搭乗WAP:ウィスク

通称“プリティ・リッチー”。直感は鋭いがやや短気。狙撃はWAPでなら4kmのホールショットを可能とするほど。
ハタリ・カウティリヤ
- 登場作品:
- 身分:セントピード情報部門担当。元E.C.情報部中央アジア現地活動員。
- 搭乗機体:ビーネドライ、太塔4型

ルドルフと共に呉龍を創設。基本的には温厚な性格。
グレゴリ・ヘンゲル
- 登場作品:
- 身分:元U.S.N.軍上級曹長。
- 搭乗機体:ラオペフィーア、太塔4型

通称“ヴィンデ・ノワール（黒い暴風）”。彼もエミリオ同様、好戦的な性格である。格闘戦を得意とする。
エミリオ・グスリー
- 登場作品:
- 身分:元E.C.軍兵長。
- 搭乗WAP:ウィスク

WAP操縦に関しては天才的な腕を持つ。その腕前は「遺伝子にヴァンツァーのOSを書き込まれて生まれてきた」といわれるほど。しかし性格にやや難があり、非常に好戦的な性格かつ超わがまま。

### アポロンの戦車(APOLLO'S CHARIOT)
O.C.U.系の傭兵部隊。規模こそ小さいものの百戦錬磨の傭兵揃いの部隊であり、時には対峙している相手にさえ予測不可能な神出鬼没な作戦行動さえもやってのける実力を持つ。その一方で、雇い主に破格の報酬を要求する面もあるが、それに似合うだけの戦果を挙げてきたことから各国の正規軍人の間では良くも悪くも有名な存在である。
マーカス・セリグマン
- 登場作品:『EVO』

アポロンの戦車のリーダーを務める傭兵。戦争をビジネスと割り切り、敵を殺すことも単なるその中の一部と割り切っている非情な男。その粗野な言動や、色黒の肌の一部に入れ墨を入れた、ドレッドヘアーの大男という見た目とは裏腹に頭が回り、教養もあることから下手な男顔負けの実力を有し、なおかつ性格面でも一癖も二癖もある配下の女傭兵達をリーダーとしてしっかりと纏めている実力者。なお、彼自身は自分の実力が高いレベルにあることを信じて疑わず、ディランとの初遭遇時の会話の中でウィザードが「世界有数の傭兵部隊のリーダー」と彼を説明したことに対して「そのデータは古いな。有数どころか世界一さ！」と言い放っている。
グロリア・レグイザモ
- 登場作品:『EVO』

アポロンの戦車に属する女傭兵。一見すると美女であるが、その本質は戦場で敵を追い詰めて倒すことに快感を感じるサディスト。彼女にとっては戦いそのものが「傭兵としての仕事」ではなく「自分の楽しみ」であり、そのため任務よりも個人的な楽しみを優先する面がある。
ミーガン・チェンバレン
- 登場作品:『EVO』

アポロンの戦車に属する女傭兵。どこかしら派手な面のある一同の中では地味な印象のある、ストイックに任務をこなす人物。だが、彼女にとっての戦いとは、彼女が信仰する戦場の女神ヴァルキュリアに対して、倒した敵の命を供物として捧げるというある種の「儀式」であり、なおかつ敵のことをヴァルキリアを信仰する彼女自身とは正反対の「信心なき者」と見下した上で殺害を躊躇わない、一同の中で最も危険な存在と言っても過言ではない。
ピア・シンプソン
- 登場作品:『EVO』

アポロンの戦車に属する女傭兵。隊の面々の中では最も幼い外観とは裏腹に、ヒステリックで過激な口調の持ち主。射撃に特化した戦闘センスを戦場で発揮し、砲声や爆音で戦場を彩ることを「コンサート」と称したり、コックピットの中で指揮者のごとく両腕を振るいながら「私が指揮する破壊の多重奏…、コーラスはお前達の悲鳴よ！」と言ってのけるなど、純粋に戦闘を楽しんでいる。

## 企業

### ディアブルアビオニクス
ディラン・ラムゼイ（Dylan Ramsey）
- 登場作品:『EVO』
- 年齢:23歳(2171年時)
- 国籍:U.S.N.
- 身分:ディアブルアビオニクス ヴァンツァー開発局員
- 初期搭乗WAP:ゼフィール

「エボルヴ」の主人公。新人エンジニアでありながら、幼い頃からの趣味の機械いじりで培った知識と経験で、ベテランメカニック顔負けの実力を持つ。操縦技術も確かで、ニューヨークを襲ったヴァンツァー群に対しても即座に応戦、撃退してみせるほど。ニューヨーク襲撃事件で父のアランが行方不明になったことを契機に、偶然共闘したU.S.N.陸軍72機動中隊第1小隊に特務技能兵としてスカウトされる。